# Tour de France automobile
Pour l’article homonyme, voir Tour de France (homonymie).

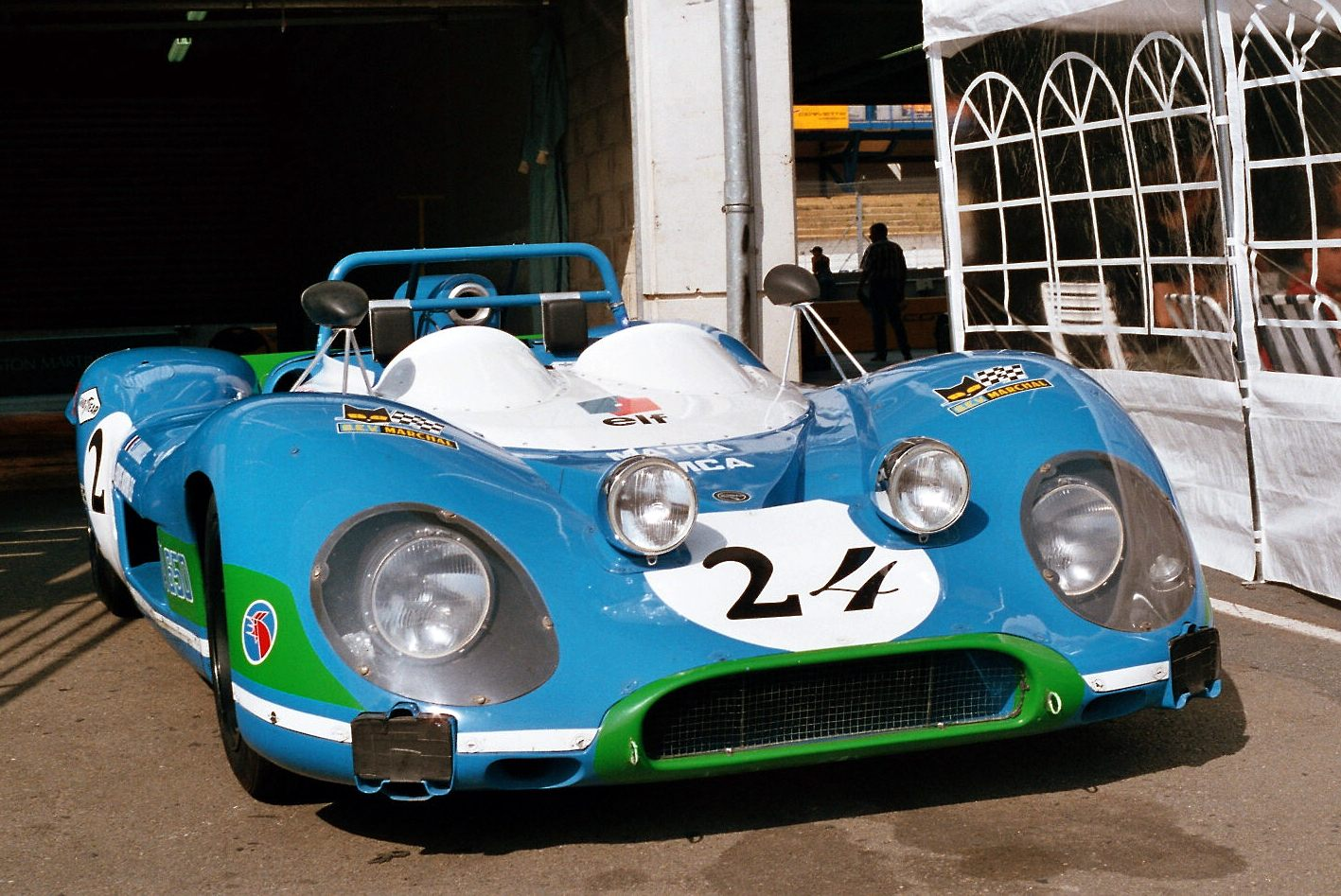
Les Matra 650 (ici une version 1970 lors d'une manifestation historique) ont dominé les éditions 1970 et 1971.

Le Tour de France automobile est une compétition constituée de courses à étapes à travers la France en automobile. Cette épreuve fut créée en 1899 par l'Automobile Club de France et organisée par le journal Le Matin. La première édition se courut du 16 au 24 juillet 1899. Dix-neuf voitures au départ, neuf à l’arrivée. Vingt-cinq motos prennent également part à l’épreuve qui compte sept étapes sur 2 216 km. René de Knyff s’impose sur une Panhard & Levassor.
La course succède en 1951 sous le nom de Tour de France de Nice à Nice / Critérium International de Tourisme à 18 éditions du Grand Critérium international de tourisme Paris-Nice, étalées de 1921 à 1939 et également organisées par l'Automobile Club de Nice et Côte d’Azur.
Cette épreuve connaît des sommets de popularité quand les meilleurs pilotes sur les meilleures autos du moment s'y affrontent, suivis de creux abyssaux quand l'épreuve devient presque anecdotique.
De 1970 à 1974, le Tour de France automobile fut organisé en parallèle avec le « Grand National », épreuve réservée aux licenciés français, se disputant aux mêmes dates et sur le même parcours, quoique réduit.
Le Tour cesse d'exister dans sa version de l’époque en 1986. Il aura entraîné des déclinaisons belge et italienne.
Une nouvelle épreuve baptisée « Tour de France automobile historique » est mise en place de 1992 à 1998 par Peter Auto et l'Automobile Club de et Côte d’Azur. C'est une épreuve de véhicules historiques. Mais en 1998, Amaury Sport Organisation, organisateur du Tour de France cycliste, imposa l'abandon de l'appellation « Tour de France automobile », qui fut rebaptisé « Tour auto ». Cette épreuve réunit chaque année 230 voitures historiques, dont au moins un modèle du même type a participé au Tour de France automobile entre 1951 et 1973. En 2009, le Tour Auto prend le nom de Tour Auto Optic 2000.

## Première édition (1899)
Ce premier Tour de France , disputé en sept étapes du 16 au 24 juillet, est considérée comme étant le IVe Grand Prix automobile de l'ACF. Il est également ouvert aux motos, avec classements séparés. D'après Edmond Cohin, la distance à parcourir est de 2 216 km, à relativiser car le calcul des distances et des moyennes n'était pas très précis à cette époque. Certains historiens indiquent une distance inférieure (2 172,5 km), ou supérieure de l'ordre de 2 500 km en incluant les « kilomètres neutralisés ».

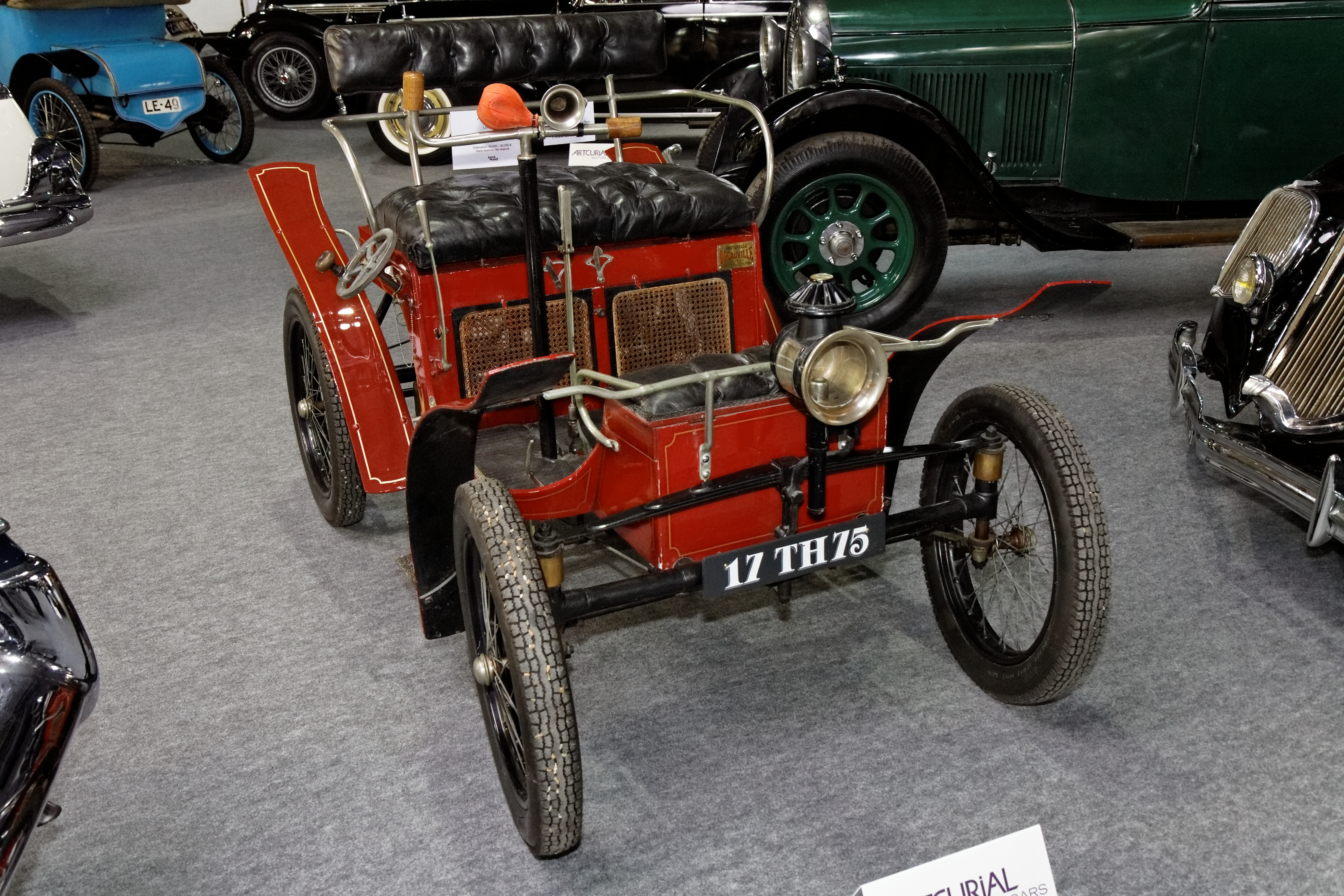
Une Voiturelle de 1898/1899 fabriquée par Decauville, auteur du triplé en catégorie Voiturettes, avec Gabriel, Théry et Ulmann.
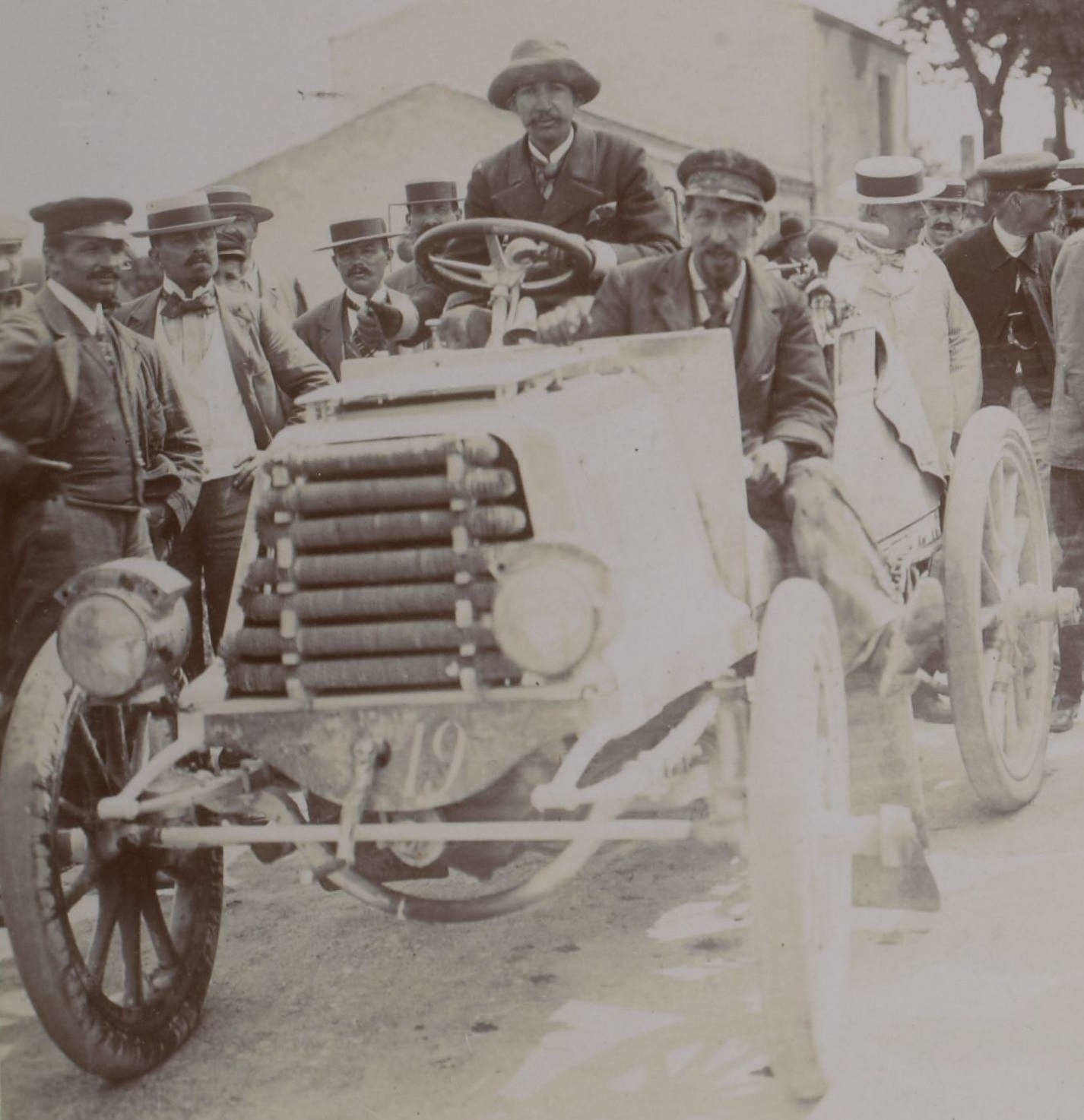
Le comte Gaston de Chasseloup-Laubat au Tour de France automobile 1899 (Hubert Le Blon à sa gauche, comme mécanicien embarqué).
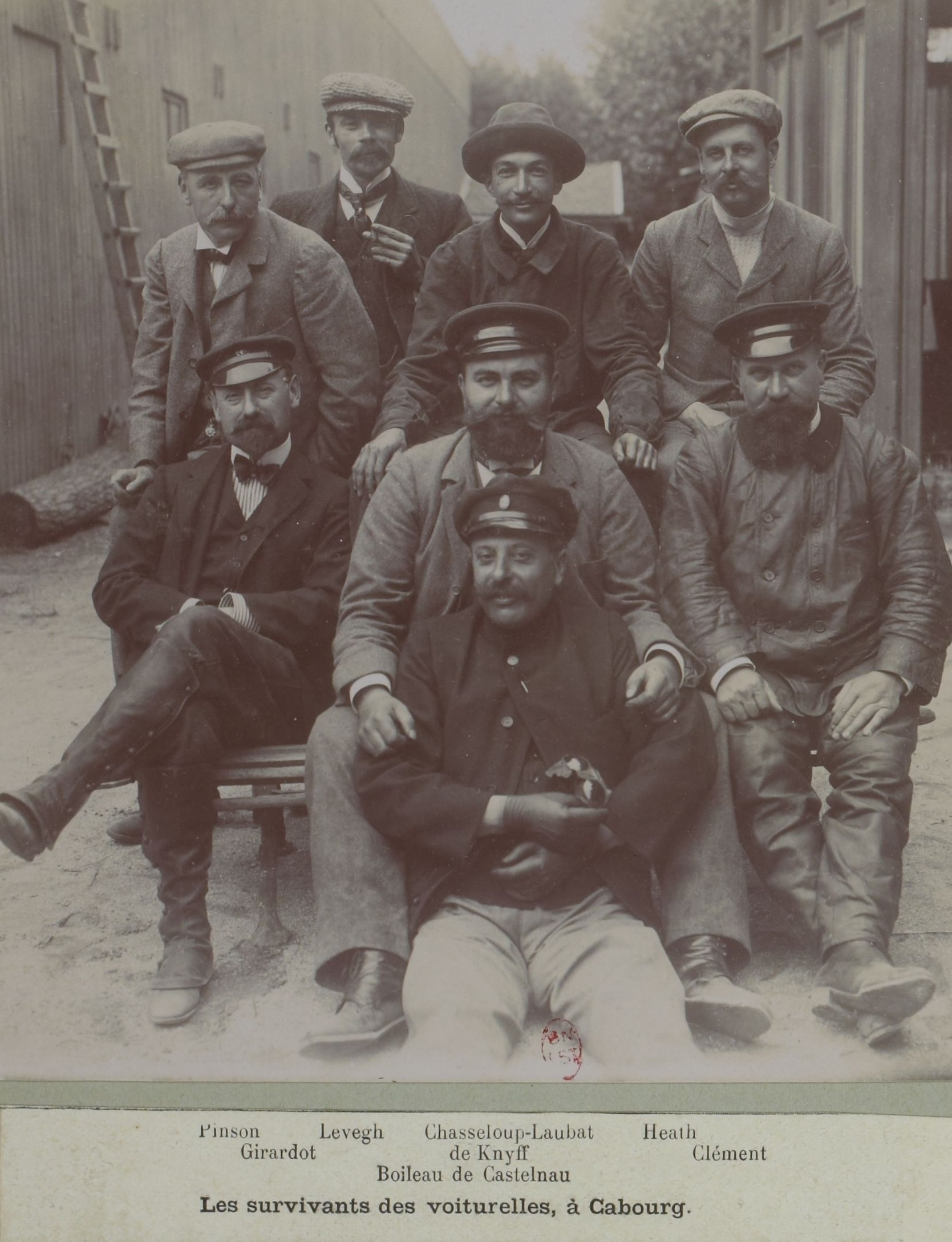
Participants au Tour de France automobile 1899.

### Parcours
(Panhard remporte six des sept étapes, hormis Nantes - Cabourg pour Mors)
1. Paris (Champigny) - Nancy (environ 290 km, hors neutralisation), le dimanche 16 juillet - vainqueur René de Knyff
2. Nancy - Aix-les-Bains (Ambérieu) (environ 366 km), le 17 juillet - vainqueur René de Knyff
3. Aix-les-Bains - Vichy (environ 382 km), le 19 juillet - vainqueur Fernand Charron
4. Vichy - Périgueux (environ 299 km), le 21 juillet - vainqueur René de Knyff
5. Périgueux - Nantes (environ 339 km), le 22 juillet - vainqueur le comte Gaston de Chasseloup-Laubat
6. Nantes - Cabourg (environ 348 km), le 23 juillet - vainqueur Alfred Levegh
7. Cabourg - Paris (Saint-Germain) (environ 192 km), le 24 juillet -  vainqueur René de Knyff

### Engagés (autos)
19 voitures sont vérifiées au pesage le 15 juillet :
- 8 Panhard & Levassor
- 4 Amédée Bollée Fils
- 4 Mors
- 1 Georges-Richard
- 1 Bolide
- 1 Vallée

### Course
Les Panhard & Levassor, en majorité au départ, dominent, et le franco-belge René de Knyff mène de bout en bout, enlevant trois des sept étapes. Il remporte l'épreuve à la moyenne de 49,5 km/h. Sur les neuf voitures à l'arrivée, on[Qui ?] trouve six Panhard, dont quatre aux quatre premières places.
Au classement général final :
1. René de Knyff (Panhard & Levassor), en 44 h 43 min 39 s (vainqueur de quatre étapes)
2. Léonce Girardot (Panhard & Levassor), en 49 h 37 min 39 s
3. Gaston de Chasseloup-Laubat (Panhard & Levassor), en 49 h 44 min 18 s
4. Pinson (Panhard & Levassor), en 52 h 34 min 17 s
5. Emmanuel Boileau de Castelnau (Amédée Bollée Fils), en 53 h 29 min 7 s
6. George Heath (Panhard & Levassor), en 58 h 47 min 26 s
7. Adolphe Clément-Bayard (Panhard & Levassor), en 75 h 45 min 35 s
8. Alfred Levegh (Mors), en 80 h 14 min 58 s
9. Camille Jenatzy (Mors), en 166 h 6 min 3 s

(vainqueur motos Georges Teste, sur De Dion-Bouton, et Voiturettes Fernand Gabriel, sur Decauville devant son équipier Léon Théry; abandons notables Fernand Charron, François/Étienne Giraud, Georges Richard, Paul Jamin, Antony.)

## La période 1906-1914
Le Tour de France &utomobile verra sa deuxième édition en 1906, sur l'initiative de l'Auto-Cycle-Club de France par le biais du journal « Les Sports ». Grillet sur Fouillaron à moteur De Dion et Barriaux sur Vulpes y sont notamment distingués chacun dans sa catégorie, et il se dispute sous la forme d'une épreuve de régularité. En 1907 a lieu un simple Critérium de France tourisme du 2 au 6 août grâce à la Commission des Concours de l'ACF (la Peugeot d'Eugène Regnaux se classe première). Disputé à nouveau en 1908 (du 11 au 17 mai grâce au Tour de France Autocycle club et à l’Automobile-Club, sur un parcours Paris-Dijon-Clermont-Limoges-Bordeaux-Tours-Paris avec une victoire de Grillet au classement général sur voiturette Fouillaron, une autre victoire Clément-Bayard pour J. Dacier, les coureurs René Champoiseau sur Demeester, Schweitzer sur Sinpar, et Pellegrin sur Delâge-Ducasble, n'ayant également aucun point de pénalités), puis en 1912 (vainqueur Joseph Collomb sur Corre La Licorne), 1913 (vainqueurs et médaillés d'or le marquis D'Avaray et l'ingénieur anglais Brown, ex æquo sans pénalité sur Anagasti après plus de 5 000 kilomètres) et 1914 (pas de classement car peu d'engagés : tous ex-æquos) sous l'égide du journal « L'Auto », le Tour de France est alors plus considéré comme un « rallye promenade » que comme une véritable épreuve sportive.

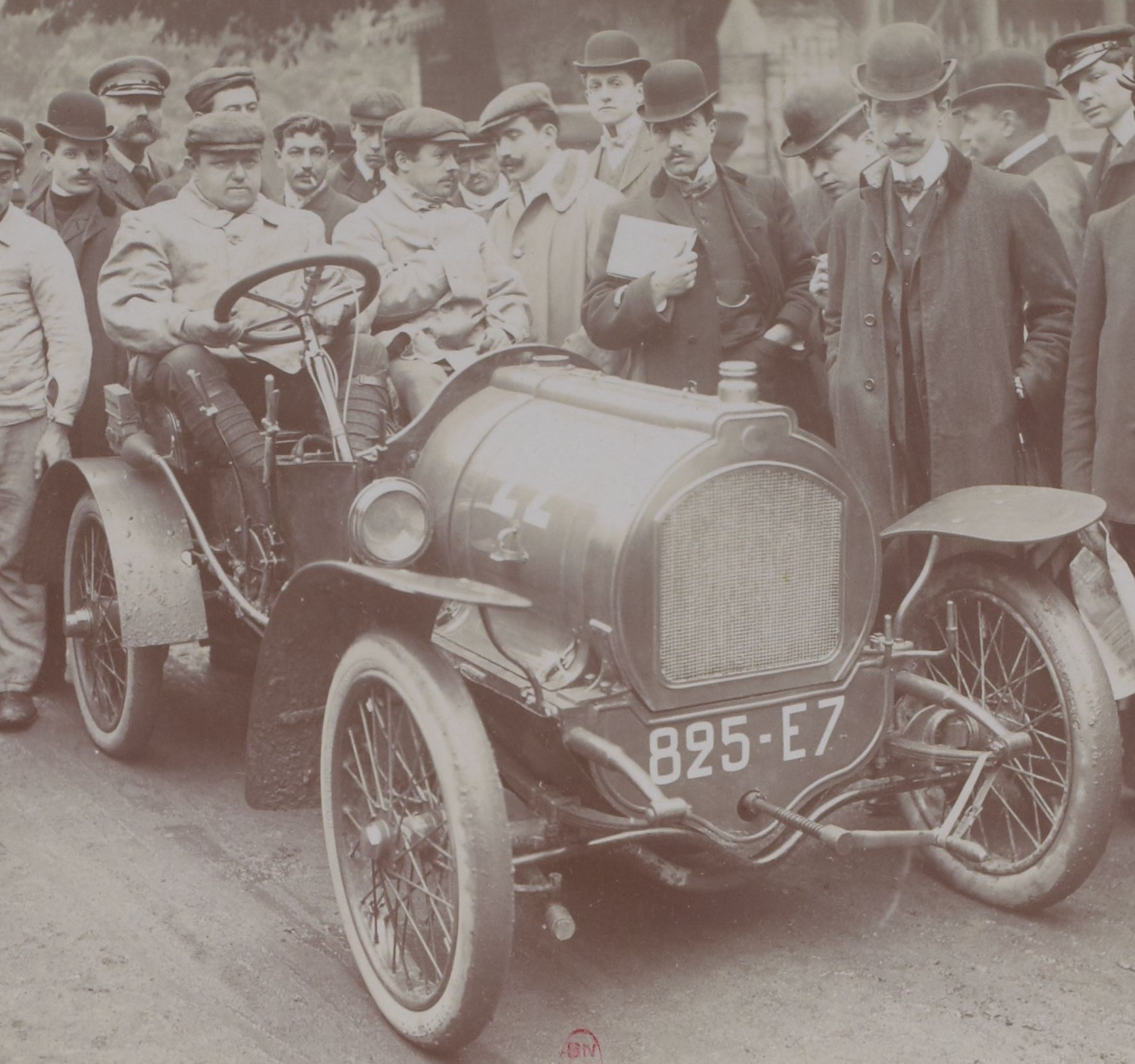
Philippe Barriaux vainqueur de la catégorie voiturettes sur Vulpes au TdF automobile 1906.
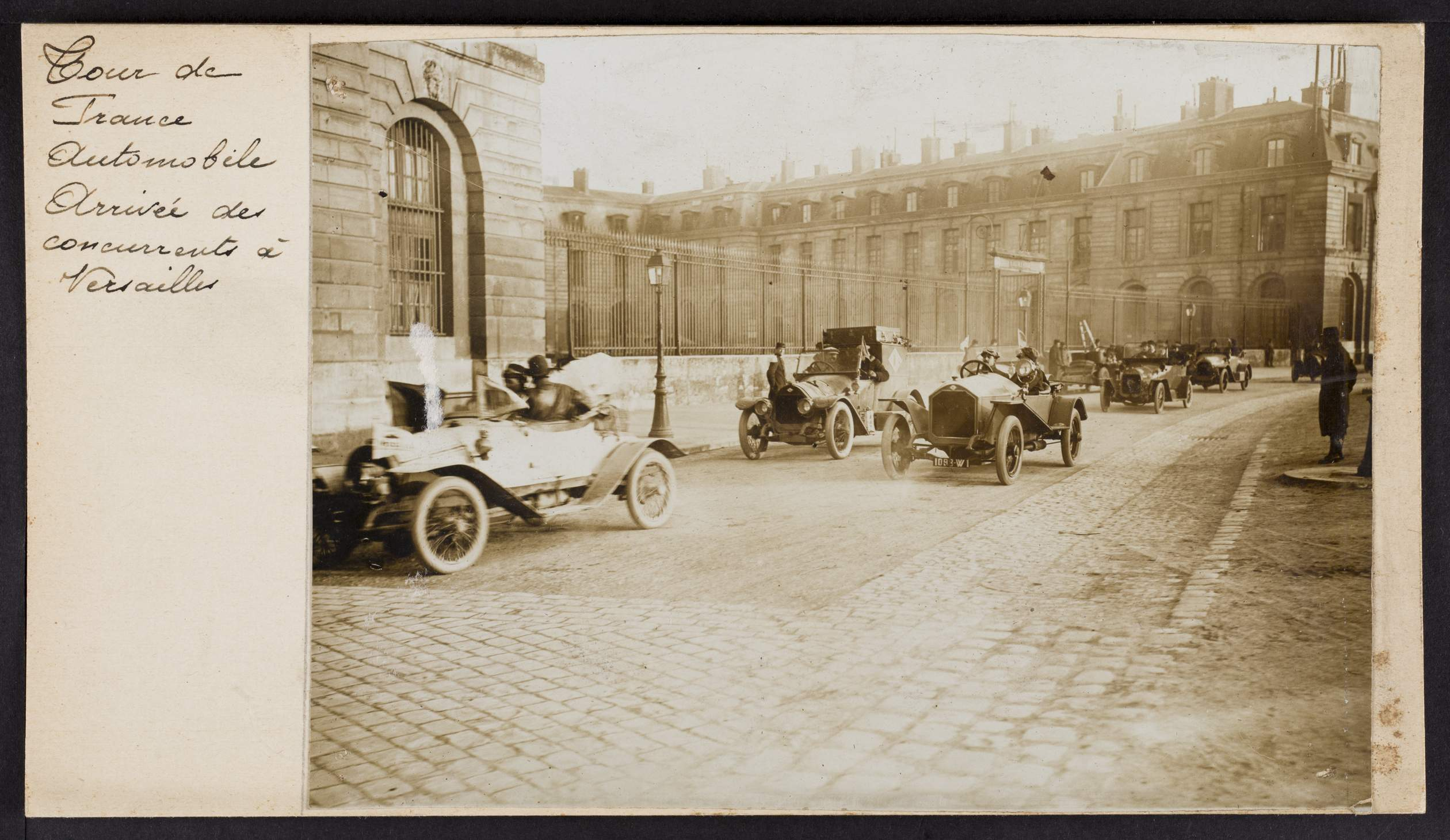
Tour de France automobile. Arrivée des concurrents à Versailles.
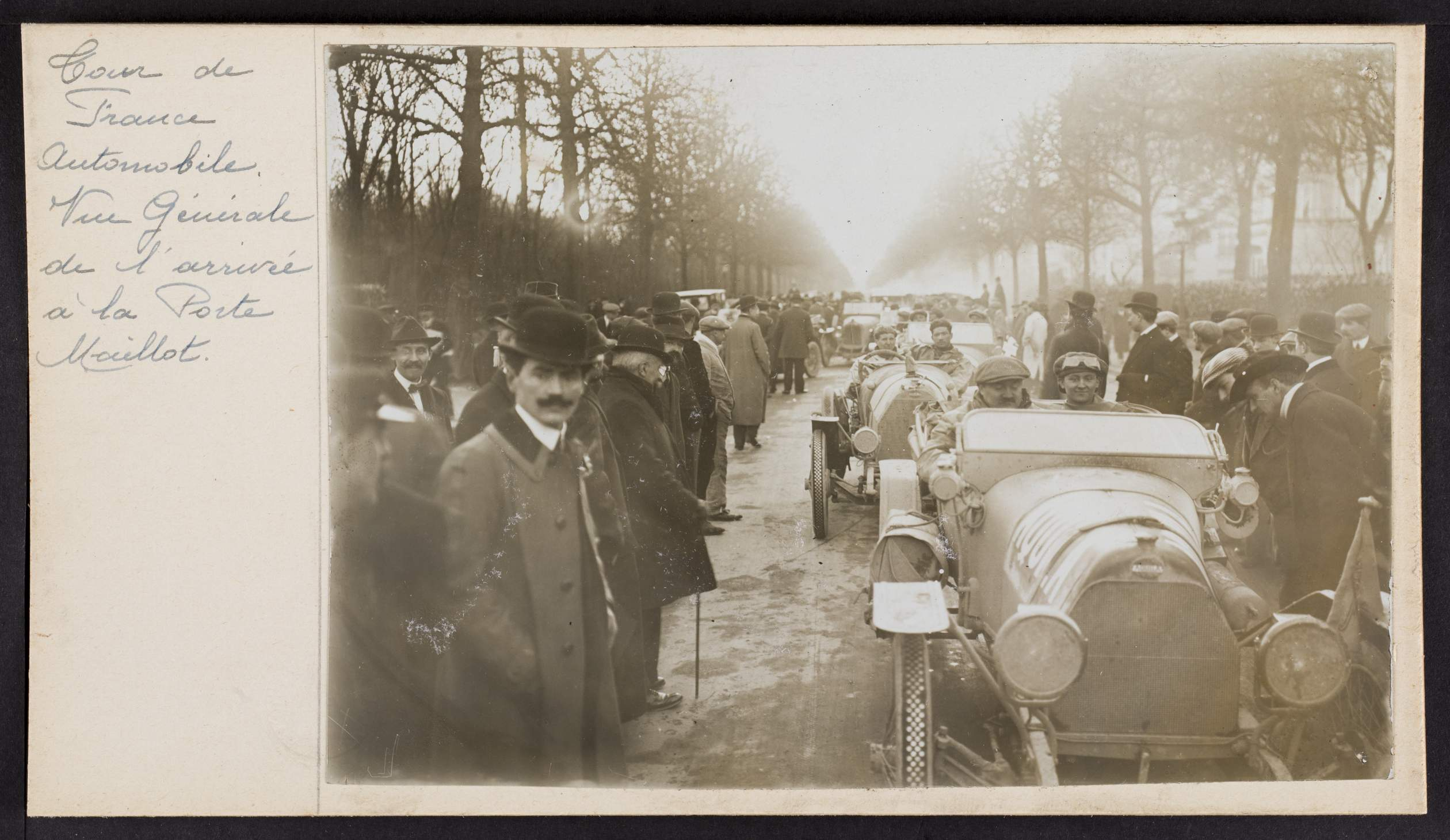
Vue générale de l'arrivée à la porte Maillot. Université de Caen.

## La période 1922-1937

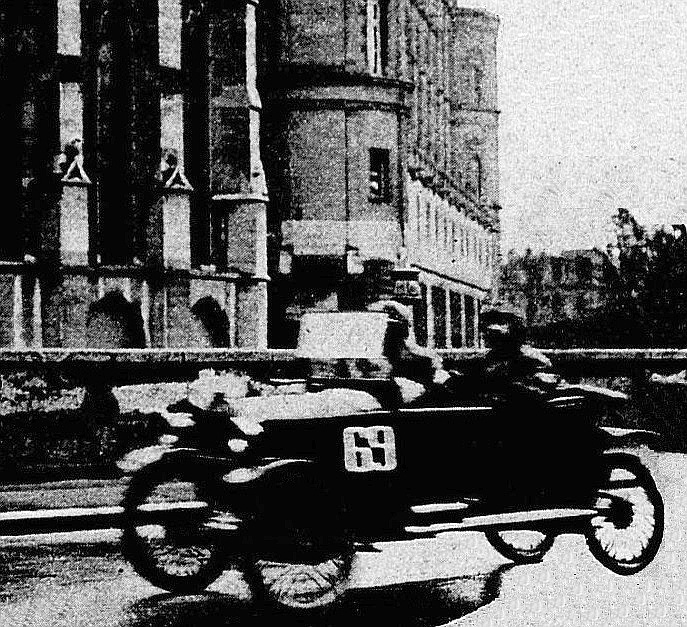
Césure, vainqueur du TdF automobile 1922 sur Quadrillette Peugeot 750 cm3.

Toujours patronné par le journal L'Auto, le Tour reprend en 1922 en version Cyclecariste (0,75 à 1,1L., 30 partants, mais aussi présence de motos et sidecars), organisée par la Motocycle Club de France et disputé en douze étapes pour un total de 3 687 km. Les conditions météo rendront finalement cette épreuve de régularité très difficile, l'édition étant remportée par Césure sur Peugeot "Quadrilette" d'à peine 750cm3, Philippe de Marne sur Bignan et Lombard et Bueno sur Salmson s'imposant en 1,1L.
L'épreuve est de nouveau disputée sous cette formule de 1923 (année où les quatre cyclecars "Quadrillette" Peugeot 0.75L. trustent les quatre premières places et enlèvent toutes les coupes de cette catégorie, dont la Coupe Challenge du TdF, et où Berliet obtient les trois premières places des grosses voitures de plus de 2L. avec Jacquot, Redon et Chabaud) à 1926 (victoire notamment d'Henri Stoffel en 1925 sur Chrysler-Six), puis de 1929 à 1937, mais ne connaît pas un franc succès.

## La renaissance: 1951-1964
Après guerre, le Tour de France automobile est relancé grâce à l'Automobile Club de Nice Côte d’Azur. Il est désormais réservé aux voitures, et adopte la formule qui fera son succès, avec de réelles épreuves de vitesse. D'ailleurs, l'édition 1951 sera désignée sous le nom de 1er Tour de France automobile : Critérium international (en fait le quinzième en comptant les épreuves d'avant-guerre).
Le Tour sera disputé treize fois lors de cette période, seule l'édition de 1955 étant annulée pour cause d'interdiction du sport automobile en France, après la catastrophe du Mans.

### 1erTour de France automobile: 1951

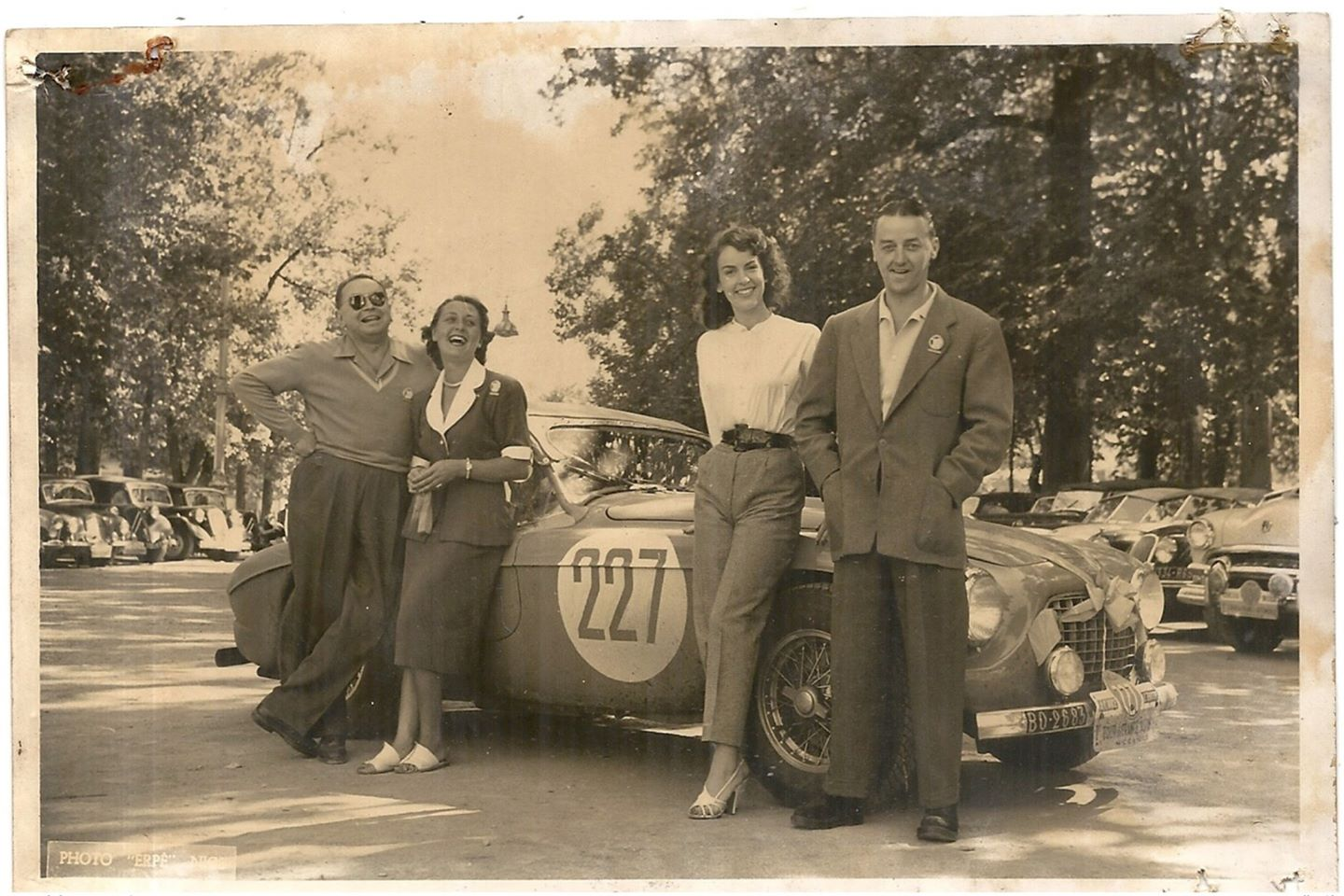
1951: Boncompagni/Barraquet, Ferrari 212 Export

Avec un parcours global de 5 239 km divisé en six étapes, le Tour Auto 1951 part de Nice le 30 août. Il comprend seulement 16,38 km d'épreuves de classement. Sur 97 engagés au départ, ils seront 77 à rallier l'arrivée à Nice le 12 septembre, avec un triplé pour les Ferrari 212, "Pagnibon" (de son vrai nom Pierre Boncompagni) s'installant rapidement en tête sur sa barquette 212, dominant la 212 berlinette de Péron, la Porsche 356 de Picard  et la Jaguar de Crespin.
Au classement général final :
1. Pierre « Pagnibon » - Alfred Barraquet (Ferrari 212 Export)
2. Jacques Péron - R. Bertramnier (Ferrari 212 Export)
3. Elio Checcacci - Harry Schell (Ferrari 212 Export)
4. François Picard - Farge (Porsche 356)
5. M. Hache - Marceau Crespin (Jaguar XK120)
6. Paolo Butti - Mme Butti (Fiat 1100)

Coupe des dames : Mme Hammersley - Mlle Hammersley (Peugeot 203), 40e au général

### 2eTour de France automobile: 1952
Légère augmentation de la distance pour cette deuxième édition sous cette forme, 5 533 km en trois étapes seulement, avec sept épreuves spéciales. L'instauration d'un classement à l'indice donne toutes leurs chances aux petites cylindrées, et permet à Gignoux d'imposer sa DB, devant le précédent vainqueur Pagnibon.
108 équipages au départ de Nice, 58 à l'arrivée au terme de cette boucle.

#### Le parcours[22]
Du 9 au 16 septembre, 3 étapes (environ 5 533 km), avec 7 épreuves de classement (116,38 km):
1. Nice - La Baule (environ 2 352 km), comprenant 2 épreuves chronométrées : Col de Peyresourde (4,5 km), Le Mans (3 km)
2. La Baule - Reims (environ 1 602 km), comprenant 2 épreuves chronométrées : La Baule (500 m), Roubaix (500 m)
3. Reims - Nice (environ 1 579 km), comprenant 3 épreuves chronométrées : Reims-Gueux (100 km), Nancy (1,5 km) et La Turbie (6,3 km)

#### Classement
Au classement général final :
1. Marc Gignoux - Françoise Gignoux (DB 750)
2. Pierre "Pagnibon" - Adolfo Macchievaldo (Ferrari 225 S)
3. Jean Rédélé - Paul Moser (Renault 4 CV 1063)
4. Jean-Louis Armengaux - René Chaix (O.S.C.A. MT4)
5. Raymond Stempert - Georges Schwarz (Panhard Dyna X86)
6. Charles Plantivaux - Claude Mazalon (Panhard Dyna X86)

Coupe des dames : Mme Pochon- Mme Trott - Mme Boucher (Renault 4 CV 1063), 17e au général

### 3eTour de France automobile: 1953
Lors de cette édition, création de deux classements séparés : un pour les voitures de sport ou « haute performance », un pour les voitures de série. Jean Behra sur Gordini est le plus rapide dans la catégorie Sport, remportant huit des neuf épreuves chronométrées, mais le classement général tient compte de la cylindrée et la victoire finale revient à l'O.S.C.A. 1 100 cm3 de Péron. Condrillier sur Renault 4CV l'emporte dans la catégorie « Voitures de série ». 114 équipages au départ, 59 à l'arrivée.

#### Parcours
Du 6 au 13 septembre, 3 étapes (environ 5 900 km), avec 9 épreuves de classement :
1. Nice - Brest (environ 2 510 km), comprenant 2 épreuves chronométrées : Col de Peyresourde, Le Mans (3 km)
2. Brest - Nancy (environ 1 905 km), comprenant 4 épreuves chronométrées : Brest (300 m), Roubaix (500 m), Reims (8 km), côte de Boufflers (1 km)
3. Nancy - Nice (environ 1 485 km), comprenant 3 épreuves chronométrées : Nancy (1,5 km), La Turbie (6,3 km) et Nice (100 km)

#### Classements
Au classement général final :
- En catégorie Sport et Haute Performance :

1. Jacques Péron - R. Bertramnier (O.S.C.A. MT4)
2. Jean Behra - Alfred Barraquet (Gordini T24S)
3. Jean Lucas - Marceau Crespin (Gordini T16S)
4. Charles Plantivaux - Rougier (Panhard Dyna X86)
5. Marc Gignoux - Claude Storez (DB HBR)
6. Pierre Dumay - Antoine Causse (Ferrari 166MM)

- En catégorie Voitures de série :

1. Paul Condrillier - "Daniel" (Renault 4CV 1062)
2. Jean Rédélé - Paul Moser (Renault 4CV 1062)
3. Michel Dubonnet - Mlle Dubonnet (Alfa Romeo 1900)
4. Max Thirion - Georges Houel (Alfa Romeo 1900)
5. Guy Monraisse - Jacques Féret (Renault 4CV 1062)
6. René Fabre - J. Cazon (Panhard Dyna X85)

Coupe des dames : non attribuée (aucun équipage féminin à l'arrivée)

### 4eTour de France automobile: 1954
Retour au classement scratch pour cette édition, avec un parcours de plus de 6 000 km, toujours réparti en trois étapes. 124 équipages au départ le 3 septembre, 55 à l'arrivée le 12 septembre. L'épreuve est dominée par les deux Gordini de Pollet et Guelfi, une erreur de parcours de ce dernier dans la troisième étape assurant la victoire définitive pour l'équipage Pollet-Gauthier.

#### Parcours
Du 3 au 12 septembre, 3 étapes (environ 6 041 km), avec 9 épreuves de classement :
1. Nice - Brest (environ 2 412 km), comprenant 2 épreuves chronométrées : Col de Peyresourde (4,5 km), Le Mans (161,9 km)
2. Brest - Nancy (environ 2 190 km)), comprenant 4 épreuves chronométrées : Brest (300 m), Roubaix (500 m), Reims (41,5 km), côte de Nancy (2,4 km)
3. Nancy - Nice (environ 1 439 km), comprenant 3 épreuves chronométrées : Nancy (1,5 km), La Turbie (6,3 km) et Nice (100 km)

#### Classement
Au classement général final :
1. Jacques Pollet - Hubert Gauthier (Gordini T15S)
2. Claude Storez - Herbert Linge (Porsche 550)
3. Jacques Péron - R. Bertramnier (O.S.C.A. MT4)
4. Jean-Louis Armengaud - René Chaix (O.S.C.A. MT4)
5. Gilberte Thirion - Ingeborg Polensky (Porsche 356)
6. Jean Estager - "Proto" (Maserati A6G)

Coupe des dames : Gilberte Thirion - Ingeborg Polensky (Porsche 356), 5e au général

### 5eTour de France automobile: 1956
Environ 5 380 km pour le Tour de France automobile 1956, toujours réparti en trois étapes, mais si le départ s'effectue toujours de Nice, l'arrivée est maintenant jugée à Paris. La Mercedes 300 SL de Moss étant retardée d'emblée, Pollet prend d'abord la tête sur une voiture identique, et lutte pour la victoire avec la Ferrari d'Alfonso de Portago. Ce dernier prend définitivement le dessus à partir de Saint-Étienne, Pollet ayant cassé un culbuteur.
103 équipages au départ, 37 à l'arrivée le 23 septembre.
Au classement général final :
1. Alfonso de Portago - Edmont Nelson (Ferrari 250 GT)
2. Stirling Moss - Georges Houel (Mercedes 300 SL)
3. Olivier Gendebien - Michel Ringoir (Ferrari 250 GT)
4. René Cotton - Leclère (Mercedes 300 SL)
5. Jean Behra - José Behra (Porsche 356 Carrera)
6. Harry Schell - Jean-Claude Vidilles (Alfa Romeo Giulietta SV)

Coupe des dames : Gilberte Thirion - Ingeborg Polensky (Porsche 356 Carrera), 11e au général

### 6eTour de France automobile: 1957
À nouveau deux classements distincts (une catégorie GT, une catégorie Tourisme) à partir de cette édition 1957, cette formule perdurera jusqu'en 1964. Le parcours, toujours au départ de Nice, comporte environ 5 500 km en trois étapes, l'arrivée étant jugée à Reims le 21 septembre.
La Ferrari 250 GT du favori Trintignant ayant été endommagée lors de l'ultime reconnaissance, c'est l'équipage Gendebien-Bianchi qui domine la catégorie GT sur une voiture identique. En Tourisme, victoire de l'Alfa Romeo de Jean Hébert. Sur 113 partants, seulement 37 équipages seront classés.

#### Parcours
Du 15 au 21 septembre, 3 étapes (environ 5 507 km), avec 10 épreuves de classement (625 km) :
1. Nice - Le Mans (environ 2 427 km)
2. Le Mans - Vichy (environ 1 353 km)
3. Vichy - Reims (environ 1 727 km)

#### Classements
Au classement général final :
- En catégorie GT :

1. Olivier Gendebien - Lucien Bianchi (Ferrari 250 GT)
2. Maurice Trintignant - François Picard (Ferrari 250 GT)
3. Jean Lucas - Jean-François Malle (Ferrari 250 GT)
4. Stirling Moss - Peter Garnier (Mercedes 300 SL)
5. Jacques Péron - Georges Burrgraff (Ferrari 250 GT)
6. Claude Storez - Robert Buchet (Porsche 356 Carrera)

- En catégorie Tourisme :

1. Jean Hébert - Marcel Lauga (Alfa Romeo Giulietta)
2. Jacques Jauson - Jo Schlesser (Alfa Romeo 1900)
3. René Amy - Fredmesch (Alfa Romeo 1900)
4. Paul Maret - Jo Paturel (Alfa Romeo Giulietta)
5. Paul Condrillier - Maurice Foulgoc (Renault Dauphine)
6. Delbet - Marzac (Citroën DS19)

Coupe des dames : Annie Soisbault - Michèle Cancre (Triumph TR3), 21e au classement GT

### 7eTour de France automobile: 1958
Même formule que l'année précédente, mais si le départ s'effectue toujours de Nice, l'arrivée a lieu à Pau, le 21 septembre. Le parcours, divisé en quatre étapes, comporte 5 935 km. En GT, l'épreuve est marquée par l'affrontement Gendebien / Trintignant, tous deux sur Ferrari, et qui terminent dans cet ordre. En tourisme, victoire de l'Alfa Romeo de Hébert-Consten. Dans cette catégorie, le pilote Peter Whitehead sur Jaguar, alors en tête, est victime d'un accident mortel dans les Cévennes, son coéquipier et demi-frère Graham étant grièvement blessé. 113 pilotes au départ, 37 à l'arrivée.

#### Parcours
Du 14 au 21 septembre, 4 étapes (environ 5 936 km), avec 10 épreuves de classement (environ 687 km) :
1. Nice - Le Touquet (environ 1 597 km), comprenant 3 épreuves chronométrées : côte de La Turbie (6,3 km), côte du Mont Revard (10,3 km) et Reims (99,621 km)
2. Le Touquet - Le Mans (environ 1 460 km), comprenant 2 épreuves chronométrées : Rouen-les-Essarts (98,13 km) et Le Mans (134,61 km)
3. Le Mans - Royat (environ 1 292 km), comprenant 2 épreuves chronométrées : Monthléry (125,077 km) et Charade (96,636 km)
4. Clermont-Ferrand - Pau (environ 1 587 km), comprenant 3 épreuves chronométrées : Mont Ventoux (21,6 km), Le Tourmalet (12,35 km) et Pau (82,8 km)

#### Classements
Au classement général final :
- En catégorie GT :

1. Olivier Gendebien - Lucien Bianchi (Ferrari 250 GT)
2. Maurice Trintignant - François Picard (Ferrari 250 GT)
3. Hermano da Silva Ramos - Jean Estager (Ferrari 250 GT)
4. Jacques Péron - Harry Schell (Ferrari 250 GT)
5. Jean-Pierre Schild - Roger de Lageneste (Ferrari 250 GT)
6. José Behra - Stuart Lewis-Evans (Porsche 356 A)

- En catégorie Tourisme :

1. Jean Hébert - Bernard Consten (Alfa Romeo Giulietta)
2. Henri Oreiller - Fernand Masoero (Alfa Romeo Giulietta)
3. Gawaine Baillie - Peter Jopp (Jaguar MK1)
4. "Fantomas" - Lancelotti (Alfa Romeo Giulietta)
5. René Trautmann - Gros-Roussel (Citroën ID19)
6. Paul Guiraud - G. Chevron (Peugeot 203)

Coupe des dames GT : Nadège Ferrier - Alicia Paolozzi (Porsche 356 Carrera), 12e au classement GT
Coupe des dames tourisme : Mlle Archambault - Yoliana Pare (Alfa Romeo Giulietta), 15e au classement tourisme

### 8eTour de France automobile: 1959
Nouvelle domination des Ferrari en GT, avec un duel Gendebien / Mairesse. Gendebien l'emporte une nouvelle fois, l'éclatement d'un pneu sur la voiture de Mairesse lors de l'épreuve du Mans lui donnant un avantage décisif au début de la troisième étape. En tourisme, victoire de la Jaguar de Silva Ramos. Beaucoup d'abandons lors de cette édition, avec seulement 29 équipages classés pour 106 participants. Sur les 77 abandons, 45 ont lieu lors de la première étape, principalement pour casses mécaniques. De nombreux pilotes avaient privilégié la performance en vue des 1 200 km chronométrés, au détriment de la fiabilité des moteurs. Un des rescapés du tour disait au départ: « J'ai laissé une dizaine de chevaux chez moi, ils me permettront peut-être d'arriver à Nice ».

#### Parcours
Du 18 au 25 septembre, 4 étapes (environ 5 549 km), avec 10 épreuves de classement (environ 1 206 km) :
1. Nice - Spa (environ 1 532 km), comprenant 3 épreuves chronométrées : côte de Braus (7 km), côte de Chamrousse (17 km) et Monthléry (125 km)
2. Spa - Le Mans (environ 955 km), comprenant 2 épreuves chronométrées : Spa-Francorchamps (310 km) et Rouen-les-Essarts (196 km)
3. Le Mans - Pau (environ 1 146 km), comprenant 3 épreuves chronométrées : Le Mans (336 km), Pau (82 km) et côte d'Aspin (17 km)
4. Pau - Nice (environ 1 916 km), comprenant 2 épreuves chronométrées : Mont Ventoux (21 km) et Charade (95 km)

#### Classements
Au classement général final :
- En catégorie GT :

1. Olivier Gendebien - Lucien Bianchi (Ferrari 250 GT)
2. Willy Mairesse - Georges Berger (Ferrari 250 GT)
3. Jean-Pierre Schild - Roger de Lageneste (Ferrari 250 GT)
4. Jean Kerguen - Robert La Caze (Porsche 356 Carrera)
5. Carlo Abate - Gianni Balzarini (Ferrari 250 GT)
6. Henri Perrier - Pierre Rozé (Porsche 356 Carrera)

- En catégorie Tourisme :

1. Hermano da Silva Ramos - Jean Estager (Jaguar MK1)
2. Henri Oreiller - Fernand Masoero (Alfa Romeo Giulietta)
3. J.C. Lamy - Bernard Kosselek (Alfa Romeo Giulietta)
4. Liliane Aumas - Renée Wagner (Alfa Romeo Giulietta)
5. Paul Guiraud - N. Pizaro (Peugeot 203)
6. Jean Hébert - Bernard Consten (Alfa Romeo Giulietta)

Coupe des dames GT : Annie Soisbault - Michèle Cancre (Triumph TR3), 13e au classement GT
Coupe des dames tourisme : Liliane Aumas - Renée Wagner (Alfa Romeo Giulietta), 4e au classement tourisme

### 9eTour de France automobile: 1960
Pour cette neuvième édition, le parcours devient encore plus sélectif, comptant 14 épreuves de classement. En GT, le début de course voit la Porsche de Buchet-Walter mener dans les Alpes et les Vosges, mais les Ferrari dominent à nouveau à partir du Mont Ventoux. Nouveau duel Gendebien / Mairesse, ce dernier tient la tête et s'assure une avance définitive sur le circuit du Mans, où Gendebien est victime d'un piston crevé. En tourisme, victoire de Consten, après une belle lutte avec Jopp, tous deux sur Jaguar. 48 équipages atteignent l'arrivée, pour 116 au départ.

#### Le parcours[34]
Du 15 au 23 septembre, 4 étapes (environ 5 080 km), avec 14 épreuves de classement :
1. Nice - Spa, comprenant 4 épreuves chronométrées : col de Braus (7,1 km), Mont Ventoux (21,6 km), côte de Rousset (14 km) et Nürburgring (1 heure)
2. Spa - Rouen, comprenant 2 épreuves chronométrées : Spa-Francorchamps (2 heures) et Monthléry (1 heure 30 min)
3. Rouen - Clermont-Ferrand, comprenant 4 épreuves chronométrées : Rouen-les-Essarts (1 heure), Le Mans (2 heures), côte de Puy Mary (7 km) et Puy de Dôme (4,8 km)
4. Clermont-Ferrand - Biarritz, comprenant 4 épreuves chronométrées : circuit d'Auvergne (1 heure), col de l'Aubisque (12 km), col du Tourmalet (10,5 km) et circuit de Pau (1 heure)

#### Classements
Au classement général final :
- En catégorie GT :

1. Willy Mairesse - Georges Berger (Ferrari 250 GT)
2. Jo Schlesser - Pierre Dumay, dit « Loustel » (Ferrari 250 GT)
3. Fernand Tavano - Marcel Martin (Ferrari 250 GT)
4. Robert Buchet - Ernst Walter (Porsche 356 Carrera Abarth)
5. Pierre Boutin - Jean Berges (Porsche 356 Carrera)
6. Roger de Lageneste - Henry Greder (Alfa Romeo Giulietta SZ)

- En catégorie Tourisme :

1. Bernard Consten - Jack Renel (Jaguar MK2)
2. Peter Jopp - Gawaine Baillie (Jaguar MK2)
3. José Rosinski - Patrick Vanson (Alfa Romeo Giulietta TI)
4. José Behra - Georges Monneret (Jaguar MK2)
5. Guy Verrier - Jacques Badoche (Citroën ID19)
6. Gérard Sevaux - Lecornu (Alfa Romeo Giulietta)

Coupe des dames : Annie Soisbault - Michèle Cancre (Porsche 356B S90), 16e au classement GT

### 10eTour de France automobile: 1961
Le parcours compte désormais cinq étapes, avec un passage par la Corse. En GT, domination sans partage des Ferrari, avec une seconde victoire pour Willy Mairesse devant Gendebien-Bianchi. De même pour les Jaguar en tourisme, où Consten l'emporte une nouvelle fois devant Jopp. 116 équipages au départ, 47 à l'arrivée.

#### Parcours
Du 14 au 22 septembre, 5 étapes (environ 5 860 km), avec 16 épreuves de classement
1. Nice - Clermont-Ferrand, comprenant 3 épreuves chronométrées : col de Braus (7,15 km), col St-Jean (5,35 km) et circuit d'Auvergne (1 heure)
2. Clermont-Ferrand - Reims, comprenant 2 épreuves chronométrées : côte Mont Revard (10,3 km) et circuit de Reims-Gueux (2 heures)
3. Reims - Rouen, comprenant 1 épreuve chronométrée : circuit de Bruxelles (1 heure)
4. Rouen - Luchon, comprenant 4 épreuves chronométrées : circuit de Rouen-Les Essarts (1 heure), circuit du Mans (2 heures), côte de l'Aubisque (12 km) et col du Tourmalet (10,5 km)
5. Luchon - Nice, comprenant 6 épreuves chronométrées : col d'Aspin (12,15 km), col de Soulor (7 km), circuit de Pau (1 heure), côte du Rousset (14,1 km), Mont-Ventoux (21,6 km) et parcours routier Cargese-Cargese, en Corse (2 x 100 km)

#### Classements
Au classement général final :
- En catégorie GT :

1. Willy Mairesse - Georges Berger (Ferrari 250 GT)
2. Olivier Gendebien - Lucien Bianchi (Ferrari 250 GT)
3. Maurice Trintignant - Pierre Noblet (Ferrari 250 GT)
4. Edgar Berney - Jean Gretener (Ferrari 250 GT)
5. Robert Darville - Gérard Langlois (Porsche 356 Carrera)
6. Nadège Ferrier - Ginette Derolland (Porsche 356B S90)

- En catégorie Tourisme :

1. Bernard Consten - Jack Renel (Jaguar MK2)
2. Peter Jopp - Gawaine Baillie (Jaguar MK2)
3. R. Dutoit - Jean Estager (Jaguar MK2)
4. Pierre Orsini - De Maria (Jaguar MK2)
5. Lionel Raudet - Yoliana Pare (Alfa Romeo Giulietta TI)
6. Claudine Vanson - Alexandra Kissel (Citroën ID19)

Coupe des dames GT : Nadège Ferrier - Ginette Derolland (Porsche 356B S90), 6e au classement GT
Coupe des dames tourisme : Claudine Vanson - Alexandra Kissel (Citroën ID19), 6e au classement tourisme

### 11eTour de France automobile: 1962
Les Ferrari restent souveraines en GT, les Jaguar en tourisme. L'épreuve est cependant très disputée, surtout en GT, avec de nombreux changements de leaders. Favoris, Schlesser-Oreiller sur GTO ouvrent le bal, mais la bagarre sur le circuit du Mans leur coûtera cher (54 minutes pour sortir du sable de Mulsanne !). Parmi les autres GTO, Abate, puis Berney et enfin Bianchi se succèdent au commandement, mais la rencontre avec un camion laitier au début de la dernière étape ruinera les espoirs de ce dernier. La victoire échoit finalement à l'ancienne 250 GT de Simon, auteur d'une belle prestation avec une voiture dépassée en performance pure par les GTO. À souligner la magnifique remontée de la 30e à la 2e place de Schlesser-Oreiller, Jo se réservant les épreuves sur circuit tandis que l'ancien champion de ski affole les chronos lors des épreuves en côte[source secondaire souhaitée].
En tourisme, les deux Jaguar des Britanniques Sears et Jopp, plus puissantes car équipées de gros carburateurs, sont les plus rapides, mais après leur élimination sur accident lors de la deuxième étape, c'est la Jaguar de Consten qui l'emporte à nouveau[source secondaire souhaitée].
116 équipages au départ, 46 à l'arrivée.

#### Parcours
Du 15 au 23 septembre, 5 étapes (environ 5 979 km), avec 14 épreuves de classement
1. Rouen - Tours, comprenant 2 épreuves chronométrées : circuit de Rouen-Les Essarts (1 heure), circuit du Mans (2 heures)
2. Tours - Toulouse, comprenant 3 épreuves chronométrées : côte du Mont Dore (5 km), circuit d'Auvergne (1 heure) et circuit d'Albi (1 heure)
3. Toulouse - Nice, comprenant 5 épreuves chronométrées : col d'Aspin (12,15 km), col du Tourmalet (12,35 km), circuit de Pau (1 heure), Mont Ventoux (21,6 km) et col de Braus (7,15 km)
4. Nice - Spa, comprenant 3 épreuves chronométrées : côte de Chamrousse (16,7 km), côte du Mont Revard (10,3 km) et circuit de Spa-Francorchamps (2 heures)
5. Spa - Reims, comprenant 1 épreuve chronométrée : circuit de Reims-Gueux (2 heures)

À noter que les étapes mentionnées correspondent à la catégorie GT. Pour la catégorie tourisme (prenant le départ 18 heures avant les GT), la première ville étape est Montluçon, et non pas Tours, le parcours global étant identique.

#### Classements
Au classement général final :
- En catégorie GT :

1. André Simon - Maurice Dupeyron (Ferrari 250 GT)
2. Jo Schlesser - Henri Oreiller (Ferrari 250 GTO)
3. Robert Darville - Gérard Langlois (Ferrari 250 GTO)
4. David Piper - Dan Margulies (Ferrari 250 GTO)
5. Roger de Lageneste - Pierre Burglin (Ferrari 250 GT)
6. Laurent Roux - René Barone (Alfa Romeo Giulietta SV)

- En catégorie Tourisme :

1. Bernard Consten - Jack Renel (Jaguar MK2)
2. José Rosinski - Jean Charon (Jaguar MK2)
3. René Richard - Philippe de Montaigu (Jaguar MK2)
4. André Chollet - Jean Blanchet (Jaguar MK2)
5. Fernand Masoero - Jean Maurin (Alfa Romeo Giulietta TI)
6. Keith Ballisat - Ian Lewis (Sunbeam Rapier)

Coupe des dames tourisme : Rosemary Smith - Rosemary Seers (Sunbeam Rapier), 12e au classement tourisme

### 12eTour de France automobile: 1963
Avec l'importance accrue des « spéciales routières », de plus en plus d'équipages sont formés de pilotes complémentaires, plutôt que sur le schéma pilote/copilote[source secondaire souhaitée]. Si les Ferrari 250 GTO se montrent sans rivales en GT, en tourisme les Jaguar doivent désormais compter avec les Ford Galaxie, de 7 000 cm3[source secondaire souhaitée].
Finalement, triplé Ferrari en GT, Guichet-Behra l'emportant après l'élimination des favoris Bandini-Tavano et Schlesser-Leguézec, et une cinquième victoire en tourisme pour la Jaguar de Consten à la suite des incidents ayant écarté les grosses Ford de la lutte en tête.
122 équipages au départ pour 31 à l'arrivée.

#### Parcours
Du 13 au 22 septembre, 5 étapes (environ 5 850 km), avec 16 épreuves de classement
1. Strasbourg - Dinant (Belgique), comprenant 3 épreuves chronométrées : Turckheim - Trois Epis (6,32 km), Nürburgring (1 heure) et circuit de Spa-Francorchamps (2 heures)
2. Dinant - Caen, comprenant 2 épreuves chronométrées : circuit de Reims-Gueux (2 heures) et circuit de Rouen-Les Essarts (1 heure)
3. Caen - Bagnères de Bigorre, comprenant 4 épreuves chronométrées : circuit du Mans (2 heures), côte de l'Aubisque (12 km), col du Tourmalet (10,5 km) et circuit de Pau (1 heure)
4. Bagnères de Bigorre - Lyon, comprenant 4 épreuves chronométrées : circuit d'Albi (1 heure), côte du Mont Ventoux (21,6 km), col du Rousset (14 km) et côte de Chamrousse (17 km)
5. Lyon - Nice, comprenant 3 épreuves chronométrées : circuit d'Auvergne (1 heure), col de Braus (7,15 km) et circuit de Monaco (1 heure)

À noter que les étapes mentionnées correspondent à la catégorie GT. Pour la catégorie tourisme, la troisième ville étape est Albi, et non pas Bagnères, le parcours global étant identique.

#### Classements
Au classement général final :
- En catégorie GT :

1. Jean Guichet - José Behra (Ferrari 250 GTO)
2. Lucien Bianchi - Carlo Abate (Ferrari 250 GTO)
3. Gérard Spinedi - Mme Spinedi (Ferrari 250 GT)
4. Fernand Masoero - Jean Maurin (Alfa Romeo Giulia TI)
5. Martial Delalande - Dr Campuzan (Alfa Romeo SZ)
6. Rosemary Smith - Margaret Mackenzie (Sunbeam Alpine)

- En catégorie Tourisme :

1. Bernard Consten - Jack Renel (Jaguar MK2)
2. Annie Soisbault - Louisette Texier (Jaguar MK2)
3. Paddy Hopkirk - Henry Liddon (Morris Cooper S)
4. Ian Lewis - David Pollard (Sunbeam Rapier)
5. Rudy Golderer - Karl von Kothen (Fiat 2300 S)
6. Henri Perrier - Pierre Roze (Volvo 122 S)

Coupe des dames GT : Rosemary Smith - Margaret Mackenzie (Sunbeam Alpine), 6e au classement GT
Coupe des dames tourisme : Annie Soisbault - Louisette Texier (Jaguar MK2), 2e au classement tourisme

### 13eTour de France automobile: 1964
Avec la venue des Cobra Daytona en GT, les Ferrari 250 GTO ne sont plus sans rivale. Les Américaines, emmenées par Trintignant, Simon et Bondurant se montrent effectivement très rapides en début d'épreuve, mais la troisième étape leur sera fatale[source secondaire souhaitée]. Doublé final des GTO, Lucien Bianchi devant Guichet.
En tourisme, les Jaguar, invaincues depuis 1959, doivent cette fois affronter les rapides Ford Mustang. Malgré la belle résistance de Bernard Consten, qui remporte tout de même quatre épreuves en côte, la Jaguar du quintuple vainqueur est cette fois battue, troisième néanmoins derrière les deux Mustang de Procter et Harper[source secondaire souhaitée].
117 équipages au départ de Lille, 36 classés à l'arrivée à Nice.

#### Parcours
Du 11 au 20 septembre, 6 étapes (environ 6 060 km), avec 17 épreuves de classement
1. Lille - Reims (environ 210 km)
2. Reims - Caen (environ 1 080 km), comprenant 3 épreuves chronométrées : circuit de Reims-Gueux (1 heure 30), côte du Bramont (7 km) et circuit de Rouen-Les Essarts (1 heure)
3. Caen - Pau (environ 1 440 km), comprenant 2 épreuves chronométrées : circuit du Mans (2 heures) et circuit de Cognac (1 heure)
4. Pau - Aurillac (environ 1 270 km), comprenant 5 épreuves chronométrées : côte de l'Aubisque (12 km), col du Tourmalet (10,5 km), circuit de Pau (1 heure), côte du Minier (21,25 km) et circuit d'Albi (1 heure)
5. Aurillac - Grenoble (environ 1 610 km), comprenant 4 épreuves chronométrées : La Chevalerie (6 km), circuit d'Auvergne (1 heure), côte du Mont Ventoux (21,6 km) et circuit de Monza (1 heure 30)
6. Grenoble - Nice (environ 450 km), comprenant 3 épreuves chronométrées : côte de Chamrousse (17,2 km), col du Turini (11,7 km) et col de Braus (7,15 km)

#### Classements
Au classement général final :
- En catégorie GT :

1. Lucien Bianchi - Georges Berger (Ferrari 250 GTO)
2. Jean Guichet - Michel de Bourbon-Parme (Ferrari 250 GTO)
3. Robert Buchet - Herbert Linge (Porsche 904 GTS)
4. Günter Klass - Rolf Wueterich (Porsche 904 GTS)
5. Christian Poirot - Claude Marbaque (Porsche 904 GTS)
6. E. Meert - W. de Jonghe (Porsche 904 GTS)

- En catégorie Tourisme :

1. Peter Procter - Andrew Cowan (Ford Mustang)
2. Peter Harper - David Pollard (Ford Mustang)
3. Bernard Consten - Claude Le Guézec (Jaguar MK2)
4. Vic Elford - David Seigle-Morris (Ford Cortina Lotus)
5. Fernand Masoero - Jean Maurin (Alfa Romeo Giulia TI)
6. Louisette Texier - Marie-Thérèse Mermod (Jaguar MK2)

Coupe des dames GT : Annie Soisbault - Nicole Roure (Ferrari 250 GTO), 9e au classement GT
Coupe des dames tourisme : Louisette Texier - Marie-Thérèse Mermod (Jaguar MK2), 6e au classement tourisme

## Apogée et déclin: la période 1969-1980
Non disputé depuis 1965, l'Automobile Club de Nice ayant renoncé à organiser l'épreuve à cause de difficultés d'ordre matériel, le Tour renaît en 1969, sous l'égide de Bernard Consten, avec le concours de l'AS de l'A-C de Nice et les AS affiliées FFSA, qui en restera l'organisateur jusqu'en 1980.

### 14eTour de France automobile: 1969
Peu d'équipes officielles participent à cette renaissance. L'épreuve connaît néanmoins un beau succès populaire, et se révèle une réussite sportive. Il n'y a plus désormais qu'un seul classement général, toutes catégories confondues. La lutte en tête se résume très rapidement à un affrontement entre Larrousse, sur Porsche 911, et Henry Greder sur Chevrolet Corvette, qui termineront dans cet ordre.
106 équipages au départ de Nice, 49 à l'arrivée à Biarritz.

#### Parcours
Du 18 au 26 septembre, 6 étapes (environ 4 936 km), avec 20 épreuves de classement
1. Nice - Nancy (environ 1 425 km), comprenant 7 épreuves chronométrées : col de l'Orme (10 km), Mont Ventoux (21,6 km), col Bayard (6,3 km), Chamrousse (17,2 km), Mont Revard (10,3 km), Ballon d'Alsace (8,85 km) et Rainkopf (20 km)
2. Nancy - Reims (environ 650 km), comprenant 2 épreuves chronométrées : Nürburgring (136,86 km) et circuit de Spa-Francorchamps (282 km)
3. Reims - Dieppe (environ 258 km), comprenant 1 épreuve chronométrée : circuit de Reims-Gueux (274 km)
4. Dieppe - Vichy (environ 1 228 km), comprenant 4 épreuves chronométrées : circuit de Rouen-Les Essarts (130,84 km), circuit Bugatti (169,38 km), Cap Fréhel (8,6 km) et circuit de Magny-Cours (50 km)
5. Vichy - Albi (environ 800 km), comprenant 3 épreuves chronométrées : circuit de Charade (241,65 km), col du Minier (21,25 km) et circuit d'Albi (155,4 km)
6. Albi - Biarritz (environ 575 km), comprenant 3 épreuves chronométrées : col d'Aspin (12,15 km), col du Tourmalet(12,35 km) et circuit de Nogaro (52,75 km)

#### Classement
Au classement général final :
1. Gérard Larrousse - Maurice Gélin (Porsche 911 R)
2. Henry Greder - André Vigneron (Chevrolet Corvette)
3. Guy Chasseuil - Christian Baron (Porsche 911)
4. Claude Ballot-Léna - Jean-Claude Morenas (Porsche 911 T)
5. Jean Egreteaud - Guy Rolland (Porsche 911 T)
6. Jean-François Piot - Jean-Paul Behra (Ford Capri)

Vainqueurs par catégorie :
- Sport-Prototype : Gérard Larrousse - Maurice Gélin (Porsche 911 R), 1er au classement général
- Grand Tourisme : Henry Greder - André Vigneron (Chevrolet Corvette), 2e au classement général
- Tourisme et Spéciales : Guy Chasseuil - Christian Baron (Porsche 911), 3e au classement général
- Tourisme de série : Marie-Claude Beaumont - Michèle Dubosc (Chevrolet Camaro), 11e au classement général

Coupe des dames : Marie-Claude Beaumont - Michèle Dubosc (Chevrolet Camaro), 11e au classement général

### 15eTour de France automobile: 1970
L'édition 1970 suscite un véritable engouement auprès du public[source secondaire souhaitée]. L'engagement des deux prototypes Matra d'usine (qui domineront la course) attire les foules[source secondaire souhaitée]. Vainqueur l'année précédente, Larrousse, sur Porsche, malgré de très belles performances, ne peut que subir la loi des deux Matra 650 de Beltoise et Pescarolo, qui terminent dans cet ordre[source secondaire souhaitée]. Ce sont d'ailleurs Depailler et Jabouille qui avaient effectué les deux premières étapes, Beltoise et Pescarolo disputant alors le Grand Prix du Canada.
99 équipages au départ de Bandol, 42 à l'arrivée à Nice.

#### Parcours[47]
Du 19 au 27 septembre, 8 étapes (environ 4 525 km), avec 20 épreuves de classement
1. Bandol - Albi(environ 450 km), comprenant 2 épreuves chronométrées : circuit Paul Ricard (146,25 km) et col du Minier (21,25 km)
2. Albi - Pau (environ 250 km), comprenant 1 épreuve chronométrée : circuit d'Albi (145,4 km)
3. Pau - La Baule (environ 675 km), comprenant 2 épreuves chronométrées : circuit de Pau (81,8 km) et spéciale de la Coubre (4,7 km)
4. La Baule - Rouen (environ 450 km), comprenant 2 épreuves chronométrées : circuit de la Baule-Escoublac (107,1 km) et circuit Bugatti (132,66 km)
5. Rouen - Dijon (environ 1 100 km), comprenant 4 épreuves chronométrées : circuit de Rouen-Les Essarts (130,84 km), côte de Haybes (3,1 km), Ballon d'Alsace (8,85 km) et circuit de Dijon-Longvic (100,2 km)
6. Dijon - Le Mont-Dore (environ 400 km), comprenant 2 épreuves chronométrées : côte d'Urcy (2,5 km) et circuit de Magny-Cours (80 km)
7. Le Mont-Dore - Aix-les-Bains (environ 575 km), comprenant 4 épreuves chronométrées : côte du Mont-Dore (5 km), circuit de Charade (201,375 km), côte de Chamrousse (17,2 km) et Mont Revard (10,3 km)
8. Aix-les-Bains - Nice (environ 625 km), comprenant 3 épreuves chronométrées : côte de Limouches (10 km), Mont Ventoux (21,6 km) et côte d'Ampus (6,8 km)

#### Classement
Au classement général final :
1. Jean-Pierre Beltoise - Patrick Depailler - Jean Todt (Matra 650)
2. Henri Pescarolo - Jean-Pierre Jabouille - Johnny Rives (Matra 650)
3. Gérard Larrousse - Maurice Gélin (Porsche 911 S)
4. Guy Chasseuil - Christian Baron (Porsche 911 S)
5. Jacques Rey - Jean-Marie Jacquemin (Porsche 911 S)
6. Claude Ballot-Léna - Jean-Claude Morenas (Porsche 914/6)

Vainqueurs par catégorie :
- GT spéciales et Sport-Prototype : Jean-Pierre Beltoise - Patrick Depailler - Jean Todt (Matra 650), 1er au classement général
- Grand Tourisme de série : Jean-Pierre Hanrioud - Michel Viollet (Porsche 911 S), 9e au classement général
- Tourisme Spéciales : Giorgio Pianta - G. Alemani (Alfa Romeo GTAM), 7e au classement général
- Tourisme de série : Pierre Maublanc - Daniel Dreyfus (BMW 2002 TI), 20e au classement général

Coupe des dames : Marie-Pierre Palayer - Ginette Derolland (Porsche 911 S), 15e au classement général
- Le Grand National (dont c'est la première édition) a été remporté par 'Gédéhem' - Vincent Laverne (Porsche 911 R)

### 16eTour de France automobile: 1971
A nouveau présentes, les deux Matra sont les favorites, mais ne sont plus inaccessibles. Pilotées cette fois par Larrousse et Fiorentino, elles doivent également compter avec la présence d'une Ferrari 512 M (Jabouille) et d'une Ford GT70 (Mazet), sans oublier les deux Ferrari Daytona d'Andruet et d'Elford en embuscade. D'emblée, Larrousse domine, et on s'oriente à nouveau vers un doublé des Matra 650 quand une sortie de Fiorentino en fin de parcours offre la seconde place à Jabouille. À noter que Juncadella avait effectué les deux premières étapes avant d'être relayé par Jabouille.
96 équipages au départ, 49 à l'arrivée à Nice.

#### Parcours
Du 17 au 25 septembre, 7 étapes (environ 5 089 km), avec 20 épreuves de classement
1. Nice - Bandol (environ 222 km), comprenant 1 épreuve chronométrée : côte de Gourdon Caussols (6,1 km)
2. Bandol - Albi (environ 1 271 km), comprenant 6 épreuves chronométrées : circuit Paul Ricard (146,25 km), côte d'Arboras (7,6 km), col du Minier (21,25 km), circuit de Montjuich (121,6 km), côte de Collformich (12 km) et circuit d'Albi (127,4 km)
3. Albi - Le Mans (environ 752 km), comprenant 2 épreuves chronométrées : épreuve de Marquay (15,9 km) et circuit Bugatti (110,55 km)
4. Le Mans - Reims (environ 437 km), comprenant 1 épreuve chronométrée : circuit de Monthléry (156,42 km)
5. Reims - Vichy (environ 1 453 km), comprenant 5 épreuves chronométrées : Nürburgring (136,8 km), Ballon d'Alsace (8,85 km), côte du Rainkopf (20 km), côte d'Urcy (2,5 km) et circuit de Magny-Cours (95 km)
6. Vichy - Uriage (environ 611 km), comprenant 4 épreuves chronométrées : côte du Mont-Dore (5 km), circuit de Charade (145 km), côte des Limouches (10,5 km) et côte de Chamrousse (17 km)
7. Uriage - Nice (environ 343 km), comprenant 1 épreuve chronométrée : côte de la Roquette (6,1 km)

#### Classement
Au classement général final, :
1. Gérard Larrousse - Johnny Rives (Matra 650)
2. José Juncadella - Jean-Pierre Jabouille - Jean-Claude Guénard (Ferrari 512 M)
3. Claude Ballot-Léna - Jean-Claude Morenas (Porsche 911 S)
4. Vic Elford - Max Kingsland (Ferrari 365 GTB4)
5. Jean-Marie Jacquemin - Roland Mercier (Porsche 911 S)
6. Tony Fall - Mike Wood (BMW 2002 TI)

Vainqueurs par catégorie :
- GT spéciales et Sport-Prototype : Gérard Larrousse - Johnny Rives (Matra 650), 1er au classement général
- Grand Tourisme de série : Jean Egreteaud - Jean Boissonnet (Porsche 911 S), 9e au classement général
- Tourisme Spéciales : Tony Fall - Mike Wood (BMW 2002 TI), 6e au classement général
- Tourisme de série : Marie-Claude Beaumont - Martine de la Grandrive (Chevrolet Camaro Z28), 18e au classement général

Coupe des dames : Marie-Claude Beaumont - Martine de la Grandrive (Chevrolet Camaro Z28), 18e au classement général
- Le Grand National (deuxième édition) a été remporté par Dominique Thiry - Robert Witz (Porsche 911 R)

### 17eTour de France automobile: 1972

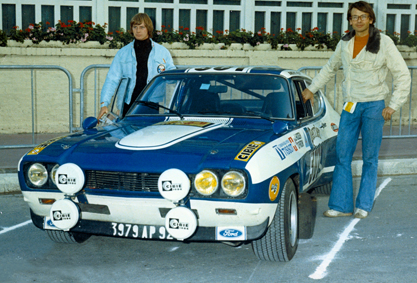
Didier Pironi et Jacques Hoden sur Ford Capri au départ de l'édition 1972 du Grand National

La course compte pour le championnat d'Europe des conducteurs. Les prototypes n'étant plus admis[source secondaire souhaitée], les Ferrari Daytona emmenées par Vic Elford et Jean-Claude Andruet sont logiquement favorites, ainsi que la Ford Capri groupe 2 (300 chevaux - 900 kg) de Larrousse.
Thérier, impressionnant sur son Alpine[source secondaire souhaitée], prend la tête lors de la première spéciale, mais dès les épreuves sur circuit la puissance parle : Larrousse domine les deux premières étapes, avant d'être trahi par sa mécanique dans la troisième, laissant se battre pour la victoire les Daytona d'Elford et Andruet[source secondaire souhaitée]. Ce dernier l'emporte après l'élimination accidentelle du pilote anglais.
80 équipages au départ, 36 classés à l'arrivée à Nice.

#### Parcours
Du 15 au 24 septembre, 8 étapes plus prologue (environ 4 950 km), avec 18 épreuves de classement (sur 20 initialement prévues)
Prologue Biarritz - Biarritz (environ 50 km), comprenant 1 épreuve chronométrée : Bois de Saint-Pée (21,5 km)
1. Biarritz - Barcelone (environ 650 km), comprenant 1 épreuve chronométrée : circuit de Nogaro (51,2 km)
2. Barcelone - Albi (environ 470 km), comprenant 2 épreuves chronométrées : circuit de Montjuich (121,6 km) et circuit d'Albi(90,9 km)
3. Albi - Vichy (environ 400 km), comprenant 2 épreuves chronométrées : Mont-Dore (5 km) et circuit de Charade (145 km)
4. Vichy - Le Mans (environ 600 km), comprenant 2 épreuves chronométrées : circuit de Magny-Cours (95 km) et circuit Bugatti (110,55 km)
5. Le Mans - Le Touquet (environ 380 km), comprenant 1 épreuve chronométrée : circuit de Rouen (132 km)
6. Le Touquet - Flaine (environ 1 480 km), comprenant 5 épreuves chronométrées : circuit de Nivelles (111,72 km), Ballon d'Alsace (8,85 km), côte de Rainkopf (20 km), circuit de Dijon-Prénois (96 km) et côte de Flaine (11 km)
7. Flaine - Bandol (environ 750 km), comprenant 3 épreuves chronométrées : côte de Semnoz (18 km), côte des Limouches (10,5 km) et circuit Paul-Ricard (55 km)
8. Bandol - Nice (environ 170 km), comprenant 1 épreuve chronométrée : circuit Paul-Ricard (145,25 km)

#### Classement
Au classement général final :
1. Jean-Claude Andruet - Michèle Espinosi-Petit, dite « Biche » (Ferrari 365 GTB4)
2. Daniel Rouveyran - François Migault (Ferrari 365 GTB4)
3. Jean Vinatier - Pierre Thimonier (Ford Capri 2600 RS)
4. Jean-François Piot - Michel Vial (Porsche 911 S)
5. Marie-Claude Beaumont - Christine Giganot (Chevrolet Corvette)
6. Raymond Touroul - Pierre Lafont (Porsche 911 S)

Vainqueurs par catégorie :
- Groupe 4 : Jean-Claude Andruet - Michèle Espinosi-Petit, dite « Biche » (Ferrari 365 GTB4), 1er au classement général
- Groupe 3 : Raymond Touroul - Pierre Lafont (Porsche 911 S), 6e au classement général
- Groupe 2 : Jean Vinatier - Pierre Thimonier (Ford Capri 2600 RS), 3e au classement général
- Groupe 1 : Jean Ragnotti - Jacques Jaubert (Chevrolet Camaro), 10e au classement général

Coupe des dames : Marie-Claude Beaumont - Christine Giganot (Chevrolet Corvette), 5e au classement général
- Le Grand National (troisième édition) a été remporté par Michel Alibelli - C. Berthet (Porsche 911 S)

### 18eTour de France automobile: 1973
Pour relancer l'intérêt de l'épreuve, les organisateurs autorisent l'engagement d'une catégorie 'Groupe 5 TA'[source secondaire souhaitée], incluant les Lancia Stratos, pas encore homologuées en groupe 4, et les Ligier JS2. La formule fait recette, l'édition 73 est un succès[source secondaire souhaitée]. La Ligier de Chasseuil est la plus rapide, mais un incident technique sur le circuit de Charade, lors de la première étape, lui fait perdre 43 minutes et toute chance de victoire. L'autre Ligier de Larrousse mène ensuite avant de casser sa chaîne de distribution. La première place se joue alors entre la Porsche de Ballot-Léna et la Stratos de Munari, qui prend le dessus lors des épreuves sur route et remporte la course. Une panne d'embrayage dans la dernière étape prive 'Ballot' de sa seconde place.
77 équipages au départ, 32 à l'arrivée.

#### Parcours
Du 14 au 22 septembre, 5 étapes (environ 5 500 km), avec 17 épreuves de classement
1. Nice - Clermont-Ferrand (environ 665 km), comprenant 3 épreuves chronométrées : col du Turini (23 km), col de la Couillole (17 km) et circuit de Charade (161,1 km)
2. Clermont-Ferrand - Lille (environ 1 435 km), comprenant 4 épreuves chronométrées : circuit de Dijon-Prénois (132 km), Ballon d'Alsace (8,85 km), côte de Rainkopf (18 km) et circuit de Croix-en-Ternois (76 km)
3. Lille - Albi (environ 1 260 km), comprenant 3 épreuves chronométrées : circuit de Rouen-Les Essarts (137,5 km), circuit Bugatti (110,55 km) et circuit d'Albi (90,9 km)
4. Albi - Biarritz (environ 426 km), comprenant 2 épreuves chronométrées : circuit de Nogaro (80 km) et Bois de Saint-Pée (21,5 km)
5. Biarritz - Nice (environ 1 714 km), comprenant 5 épreuves chronométrées : col du Soulor (8 km), col du Tourmalet (11 km), circuit de Montjuich (57 km), côte du Moulinon (38 km) et circuit Paul-Ricard (145,25 km)

#### Classement
Au classement général final :
1. Sandro Munari - Mario Mannucci (Lancia Stratos)
2. Jacques Alméras - Serge Mas (Porsche Carrera)
3. Dominique Thiry - Jacques Henry (Porsche Carrera)
4. Thierry Sabine - Jean Delannoy (Porsche Carrera)
5. Claude Haldi - Miloud Khalfi (Porsche Carrera)
6. Jean Vinatier - Jacques Jaubert (De Tomaso Pantera)

Vainqueurs par catégorie :
- Groupe 4/5 : Sandro Munari - Mario Mannucci (Lancia Stratos), 1er au classement général
- Groupe 3 : Dominique Thiry - Jacques Henry (Porsche Carrera), 3e au classement général
- Groupe 2 : Jean-Claude Briavoine - Vincent Laverne (Ford Capri 2600 RS), 11e au classement général
- Groupe 1 : Marie-Claude Beaumont - Christine Giganot (Opel Commodore GSE), 12e au classement général

Coupe des dames : Marie-Claude Beaumont - Christine Giganot (Opel Commodore GSE), 12e au classement général
- Le Grand National (quatrième édition) a été remporté par Claude Pigeon - Jean-Yves Gadal (Porsche Carrera)

### 19eTour de France automobile: 1974
Malgré la morosité que connaît le sport automobile français en cette année 1974, le Tour Auto résiste bien à la crise[source secondaire souhaitée], gardant la même formule que l'an passé (acceptation des 'groupe 5 TA', ou 'Sport TA'). Les Ligier JS2 et les Lancia Stratos (dont celle de Munari équipée d'un turbo) sont favorites. Finalement, les Ligier, dominatrices, réalisent le doublé (Larrousse-Nicolas devant Darniche), la Stratos d'Andruet prenant la troisième place. (Nicolas a remplacé Larrousse, pris par son programme d'essais, au cours de la cinquième étape, après l'épreuve de Charade).
92 équipages au départ, 42 classés.

#### Parcours
Du 13 au 21 septembre, 6 étapes plus prologue (environ 3 526 km), avec 14 épreuves de classement
Prologue Tarbes - Tarbes (environ 145 km), comprenant 2 épreuves chronométrées : côte d'Argelès-Hautacam (8 km) et col du Tourmalet (8,3 km)
1. Tarbes - Deauville (environ 1 040 km), comprenant 4 épreuves chronométrées : circuit de Nogaro (78 km), Sarlat-Marquay (15,1 km), Lapleau (8,3 km) et circuit Bugatti (110,55 km)
2. Deauville - Troyes (environ 561 km), comprenant 1 épreuve chronométrée : circuit de Croix-en-Ternois (76 km)
3. Troyes - Dijon (environ 157 km), comprenant 1 épreuve chronométrée : circuit de Dijon-Prénois (132 km)
4. Dijon - Vichy (environ 317 km), comprenant 1 épreuve chronométrée : circuit de Magny-Cours (114 km)
5. Vichy - Rodez (environ 296 km), comprenant 1 épreuve chronométrée : circuit de Charade (161 km)
6. Rodez - Nice (environ 1 010 km), comprenant 4 épreuves chronométrées : circuit Karland (124 km), côte de Burzet (40 km), Le Moulinon-Antraigues (40 km) et circuit Paul-Ricard (145,25 km)

#### Classement
Au classement général final :
1. Gérard Larrousse - Jean-Pierre Nicolas - Johnny Rives (Ligier-Maserati JS2)
2. Bernard Darniche - Jacques Jaubert (Ligier-Maserati JS2)
3. Jean-Claude Andruet - Michèle Espinosi-Petit, dite « Biche » (Lancia Stratos)
4. Jacques Henry - Maurice Gélin (Porsche Carrera RSR)
5. Claude Ballot-Léna - Jean-Claude Morenas (Porsche Carrera RSR)
6. Jacques Alméras - Serge Mas (Porsche Carrera RSR)

Vainqueurs par catégorie :
- Groupe 4/5 : Gérard Larrousse - Jean-Pierre Nicolas - Johnny Rives (Ligier-Maserati JS2), 1er au classement général
- Groupe 3 : Guy Chasseuil - Christian Baron (Porsche Carrera RS), 7e au classement général
- Groupe 2 : Bernard Coetmeur - J. Bétry (Renault 12 Gordini), 17e au classement général
- Groupe 1 : Francis Vincent - Jacques Delaval (Alfa Romeo GTV), 16e au classement général

Coupe des dames : Marianne Hoepfner - Marie Laurent (Alpine A310 1800), 13e au classement général
- Le Grand National (cinquième édition) a été remporté par Claude Pigeon - René Boubet (Porsche Carrera)

### 20eTour de France automobile: 1975
L'édition 1975, avec 127 partants, connaît une participation accrue par rapport à la précédente. Malheureusement l'orage du début de parcours décimera bon nombre de favoris, laissant Darniche et sa Lancia Stratos sans concurrence, hormis celle de la Porsche d'Egreteaud. Darniche domine de bout en bout, malgré des ennuis de boîte de vitesses et de carburation. Après l'abandon d'Egreteaud, belle lutte pour la seconde place entre les Porsche de Mas et de Rouget, qui terminent dans cet ordre. 59 équipages classés à l'arrivée.

#### Parcours
Du 15 au 23 septembre, 6 étapes plus prologue (environ 4 200 km), avec 22 épreuves de classement
Prologue Nice - Nice, comprenant 6 épreuves chronométrées
1. Nice - Nîmes, comprenant 1 épreuve chronométrée
2. Nîmes - Bourg-en-Bresse, comprenant 3 épreuves chronométrées
3. Bourg-en-Bresse - Caen, comprenant 4 épreuves chronométrées
4. Caen - Albi, comprenant 4 épreuves chronométrées
5. Albi - La Grande Motte, comprenant 3 épreuves chronométrées
6. La Grande Motte - Nice, comprenant 1 épreuve chronométrée

#### Classement
Au classement général final :
1. Bernard Darniche - Alain Mahé (Lancia Stratos)
2. Jean-François Mas - M. Célérier (Porsche Carrera)
3. Jean-Pierre Rouget - Jean-Claude Lefebvre (Porsche Carrera)
4. Maurice Nusbaumer - Didier Piole (Alpine A110 1800)
5. Bernard Béguin - Jacques Andrevon (Alfa Romeo GTV)
6. Christine Dacremont – « Ganaëlle » (Alpine A310)

Vainqueurs par catégorie :
- Groupe 4/5 : Bernard Darniche - Alain Mahé (Lancia Stratos), 1er au classement général
- Groupe 3 : Jean-François Mas - M. Célérier (Porsche Carrera), 2e au classement général
- Groupe 2 : Guy Chasseuil - Patrice Chonez (Opel Ascona), 12e au classement général
- Groupe 1 : Bernard Béguin - Jacques Andrevon (Alfa Romeo GTV), 5e au classement général

Coupe des dames : Christine Dacremont – « Ganaëlle » (Alpine A310), 6e au classement général

### 35eTour de France automobile: 1976
Pour dénommer cette édition 1976, les organisateurs ont décidé de comptabiliser les épreuves d'avant-guerre. Officiellement, c'est donc le 35e Tour de France automobile (et non le 21e)[source secondaire souhaitée]. Favorites, les Porsche, nombreuses au départ, sont rapidement débarrassées de toute concurrence : tout d'abord Ragnotti sur Alpine A310 V6 est éliminé dès le départ, puis Andruet sur Lancia Stratos, leader de la première étape, est accablé d'ennuis dès la seconde. Leader du prologue, puis perdant 14 minutes à cause d'un accélérateur cassé, Fréquelin (Porsche Carrera) effectue une remontée, reprenant la tête lors de la quatrième étape, avant qu'une voiture mal garée ne provoque son élimination[source secondaire souhaitée]. La Carrera de Jacques Henry l'emporte finalement, devant trois autres Porsche.
119 équipages au départ, 50 classés.

#### Parcours
Du 17 au 24 septembre, 5 étapes plus prologue (environ 4 000 km), avec 17 épreuves de classement
Prologue Nancy - Nancy, comprenant 3 épreuves chronométrées
1. Nancy - Macon, comprenant 1 épreuve chronométrée
2. Macon - Orléans, comprenant 2 épreuves chronométrées
3. Orléans - Tarbes, comprenant 3 épreuves chronométrées
4. Tarbes - La Grande Motte, comprenant 6 épreuves chronométrées
5. La Grande Motte - Nice, comprenant 2 épreuves chronométrées

#### Classement
Au classement général final :
1. Jacques Henry - Bernard-Étienne Grobot (Porsche Carrera)
2. Bernard Béguin - René Boubet (Porsche Carrera)
3. Jacques Alméras - "Tilber" (Porsche 934)
4. « Ladagi » - « Ségolen » - J.P. Péron (Porsche Carrera)
5. Jean-Hugues Hazard - Thierry Bonnet (BMW 3.0 CSI)
6. Christine Dacremont – « Ganaëlle » - Yveline Vanoni (Alpine A310)

Vainqueurs par catégorie :
- Groupe 4/5 : Jacques Henry - Bernard-Étienne Grobot (Porsche Carrera), 1er au classement général
- Groupe 3 : Bernard Béguin - René Boubet (Porsche Carrera), 2e au classement général
- Groupe 2 : Jean-Hugues Hazard - Thierry Bonnet (BMW 3.0 CSI), 5e au classement général
- Groupe 1 : Henry Greder - Mlle Céligny (Opel Kadett GTE), 10e au classement général

Coupe des dames : Christine Dacremont – « Ganaëlle » - Yveline Vanoni (Alpine A310), 6e au classement général

### 36eTour de France automobile: 1977
Bien que comptant pour le championnat d'Europe et pour la Coupe FIA des pilotes, aucun pilote étranger de notoriété ne participe à cette édition 1977[source secondaire souhaitée]. Largement favorite, la Lancia Stratos de Darniche s'impose, après une brève apparition en tête de la Porsche de Jacques Alméras lors du prologue. À noter[style à revoir] la performance de Michèle Mouton, seconde sur une Carrera groupe 3, qui se montre la meilleure sprinteuse en remportant 10 épreuves de classement[source secondaire souhaitée].
112 équipages au départ, 48 classés.

#### Parcours
Du 15 au 23 septembre, 5 étapes plus prologue (environ 4 500 km), avec 27 épreuves de classement
Prologue Nice - Nice, comprenant 3 épreuves chronométrées
1. Nice - Albi, comprenant 2 épreuves chronométrées
2. Albi - Agen/Villeneuve-sur-Lot, comprenant 1 épreuve chronométrée
3. Agen/Villeneuve-sur-Lot - Nevers, comprenant 3 épreuves chronométrées
4. Nevers - Bourg-en-Bresse, comprenant 10 épreuves chronométrées
5. Bourg-en-Bresse - Nice, comprenant 8 épreuves chronométrées

#### Classement
Au classement général final :
1. Bernard Darniche - Alain Mahé (Lancia Stratos)
2. Michèle Mouton - Françoise Conconi (Porsche Carrera)
3. Hubert Striebig - Francis Roussely (Porsche Carrera RSR)
4. Anne-Charlotte Verney  - Denise Emmanuelli (Porsche Carrera)
5. Jean-Hugues Hazard - Alain Mangel (BMW 3.0 CSL)
6. Pierre Meny - Guy Berger (Alpine A110)

Vainqueurs par catégorie :
- Groupe 4 : Bernard Darniche - Alain Mahé (Lancia Stratos), 1er au classement général
- Groupe 3 : Michèle Mouton - Françoise Conconi (Porsche Carrera), 2e au classement général
- Groupe 2 : Jean-Hugues Hazard - Alain Mangel (BMW 3.0 CSL), 5e au classement général
- Groupe 1 : Jean-Louis Clarr - Vincent Laverne (Opel Kadett GTE), 7e au classement général

Coupe des dames : Michèle Mouton - Françoise Conconi (Porsche Carrera), 2e au classement général

### 37eTour de France automobile: 1978
Le tour 78 présente un plateau plus riche que les précédentes éditions[réf. souhaitée]. Il compte de nouveau pour la Coupe FIA des pilotes. Parmi les favoris, outre la Lancia Stratos de Darniche, se trouvent les deux Fiat 131 Abarth d'Andruet et de Michèle Mouton, la Vauxhall Chevette de Sclater, la Ford Escort RS de Nicolas et la puissante Porsche de Béguin. Andruet et Béguin, leader initial, très tôt écartés, Darniche mène les débats, avant que son abandon (joint de culasse) dans la dernière étape ne permette à Michèle Mouton de remporter une victoire, devant l'Opel Kadett Groupe 1 de Jean-Louis Clarr[réf. nécessaire].
74 équipages au départ, 27 classés.

#### Parcours
Du 16 au 21 septembre, 5 étapes plus prologue (environ 4 150 km), avec 48 épreuves de classement (certaines épreuves sont à parcours secret)
Prologue Biarritz - Biarritz (environ 350 km)
1. Biarritz - Cahors (environ 350 km)
2. Cahors - Limoges (environ 625 km)
3. Limoges - Villeurbanne (environ 1 075 km)
4. Villeurbanne - Valence (environ 775 km)
5. Valence - Nice (environ 975 km)

#### Classement
Au classement général final :
1. Michèle Mouton - Françoise Conconi (Fiat 131 Abarth)
2. Jean-Louis Clarr - "Tilber" (Opel Kadett GTE)
3. Chris Sclater – Martin Holmes (Vauxhall Chevette)
4. Jean-Sébastien Couloumies – Jean-Bernard Vieu (Opel Kadett GTE)
5. Christian Dorche - Gérard Roncin (Opel Kadett GTE)
6. Christian Gardavot – Claude Ferrato (Porsche Carrera)

Vainqueurs par catégorie :
- Groupe 4 : Michèle Mouton - Françoise Conconi (Fiat 131 Abarth), 1er au classement général
- Groupe 3 : Christian Gardavot – Claude Ferrato (Porsche Carrera), 6e au classement général
- Groupe 2 : Jean-Sébastien Couloumies – Jean-Bernard Vieu (Opel Kadett GTE), 4e au classement général
- Groupe 1 : Jean-Louis Clarr - "Tilber" (Opel Kadett GTE), 2e au classement général

Coupe des dames : Michèle Mouton - Françoise Conconi (Fiat 131 Abarth), 1er au classement général

### 38eTour de France automobile: 1979
L'épreuve est longtemps dominée par la Porsche de Béguin, mais il sort de la route dans l'épreuve de Burzet, permettant à Darniche, sur Lancia Stratos de remporter une troisième victoire, devant les deux Fiat 131 Abarth d'Andruet et Mouton.
62 équipages au départ, 19 à l'arrivée.

#### Parcours
Du 16 au 20 septembre, 3 étapes (environ 4 000 km), avec 41 épreuves de classement
1. Nantes - Roanne, comprenant 16 épreuves spéciales
2. Roanne - Angoulême, comprenant 6 épreuves spéciales
3. Angoulême - Nice, comprenant 19 épreuves spéciales

#### Classement
Au classement général final :
1. Bernard Darniche - Alain Mahé (Lancia Stratos)
2. Jean-Claude Andruet - Chantal Lienard (Fiat 131 Abarth)
3. Michèle Mouton - Françoise Conconi (Fiat 131 Abarth)
4. Jean-Louis Clarr - Jean-François Fauchille (Opel Kadett GTE)
5. Yves Loubet – René Allemany (Opel Kadett GTE)
6. Jean-Hugues Hazard – Christian Morel (Porsche 911)

Vainqueurs par catégorie :
- Groupe 4 : Bernard Darniche - Alain Mahé (Lancia Stratos), 1er au classement général
- Groupe 3 : Jean-Hugues Hazard – Christian Morel (Porsche 911), 6e au classement général
- Groupe 2 : Yves Loubet – René Allemany (Opel Kadett GTE), 5e au classement général
- Groupe 1 : Jean-Louis Clarr - Jean-François Fauchille (Opel Kadett GTE), 4e au classement général

Coupe des dames : Michèle Mouton - Françoise Conconi (Fiat 131 Abarth), 3e au classement général

### 39eTour de France automobile: 1980
L'engagement de Ragnotti sur la Renault 5 Turbo, dont c'est la première apparition en groupe 4, constitue l'attraction de l'épreuve. (Une version groupe 5 avait participé au Tour d'Italie 1979). Jeannot domine nettement la première étape, mais des ennuis de transmission permettent à Darniche (Lancia Stratos) de revenir à sa hauteur. Un beau duel s'engage dans la deuxième étape, avant qu'un allumage défaillant ne mette un terme à la prestation de la 5 Turbo. Darniche l'emporte devant la Porsche 911 de Béguin et la Fiat 131 Abarth de Michèle Mouton, auteur d'une belle remontée après de gros ennuis de transmission en tout début d'épreuve.
112 équipages au départ, 55 à l'arrivée.

#### Parcours
Du 17 au 20 septembre, 2 étapes (environ 2 644 km), avec 35 épreuves de classement
1. Villeurbanne - Rodez, comprenant 13 épreuves spéciales
2. Rodez - Nice, comprenant 22 épreuves spéciales

#### Classement
Au classement général final :
1. Bernard Darniche - Alain Mahé (Lancia Stratos)
2. Bernard Béguin - Jean-Jacques Lenne (Porsche 911 SC)
3. Michèle Mouton - Annie Arrii (Fiat 131 Abarth)
4. Antonio Zanini - Jorge Sabater (Porsche 911 SC)
5. Jacques Alméras – "Tilber" (Porsche 911 SC)
6. Pierre Meny – Jean-François Liénère (Alpine A310 V6)

Vainqueurs par catégorie :
- Groupe 4 : Bernard Darniche - Alain Mahé (Lancia Stratos), 1er au classement général
- Groupe 3 : Jean-Pierre Ballet – Gérard Kerespert (Porsche 911), 7e au classement général
- Groupe 2 : Jean-Pierre Leude – Alain Lalanne (Alfa Romeo Alfasud TI), 17e au classement général
- Groupe 1 : Jean-Jacques Enjalbert - Jacques Zagialomo (Opel Ascona), 10e au classement général

Coupe des dames : Michèle Mouton - Annie Arrii (Fiat 131 Abarth), 3e au classement général

## La mort d'une grande épreuve: 1981-1986
L'épreuve fait toujours partie du Championnat d'Europe des rallyes, mais depuis quelques années n'attire plus les pilotes étrangers. L'organisation est désormais assurée par l'ASAC de Nice et le journal « L'Équipe ».

### 40eTour de France automobile: 1981
Nette domination de la Ferrari 308 GTB d'Andruet, qui prend la tête dès le départ et termine vainqueur devant la Lancia Stratos de Darniche et la Porsche 911 de Béguin.
80 équipages au départ.

#### Le parcours[70]
Du 13 au 18 septembre, 3 étapes, avec 43 épreuves de classement (994 km de secteurs chronométrés)
1. Paris - Aix-les-Bains, comprenant 20 épreuves spéciales
2. Aix-les-Bains - Vals-les-Bains, comprenant 17 épreuves spéciales
3. Vals-les-Bains - Biarritz, comprenant 6 épreuves spéciales

#### Classement
Au classement général final :
1. Jean-Claude Andruet - Chantal Bouchetal (Ferrari 308 GTB)
2. Bernard Darniche - Alain Mahé (Lancia Stratos)
3. Bernard Béguin - Claude Buchet (Porsche 911 SC)
4. Francis Vincent - Willy Huret (Porsche 911 SC)
5. Jean-Pierre Ballet - Alain Florès (Porsche 911 SC)
6. Jacques Panciatici - Patrick Thinnes (Volkswagen Golf GTI)

Vainqueurs par catégorie :
- Groupe 4 : Jean-Claude Andruet - Chantal Bouchetal (Ferrari 308 GTB), 1er au classement général
- Groupe 3 : Jean-Pierre Ballet - Alain Florès (Porsche 911 SC), 5e au classement général
- Groupe 2 : Jacques Panciatici - Patrick Thinnes (Volkswagen Golf GTI), 6e au classement général
- Groupe 1 : Francis Bondil - Alain Brunel (Volkswagen Golf GTI)

### 41eTour de France automobile: 1982

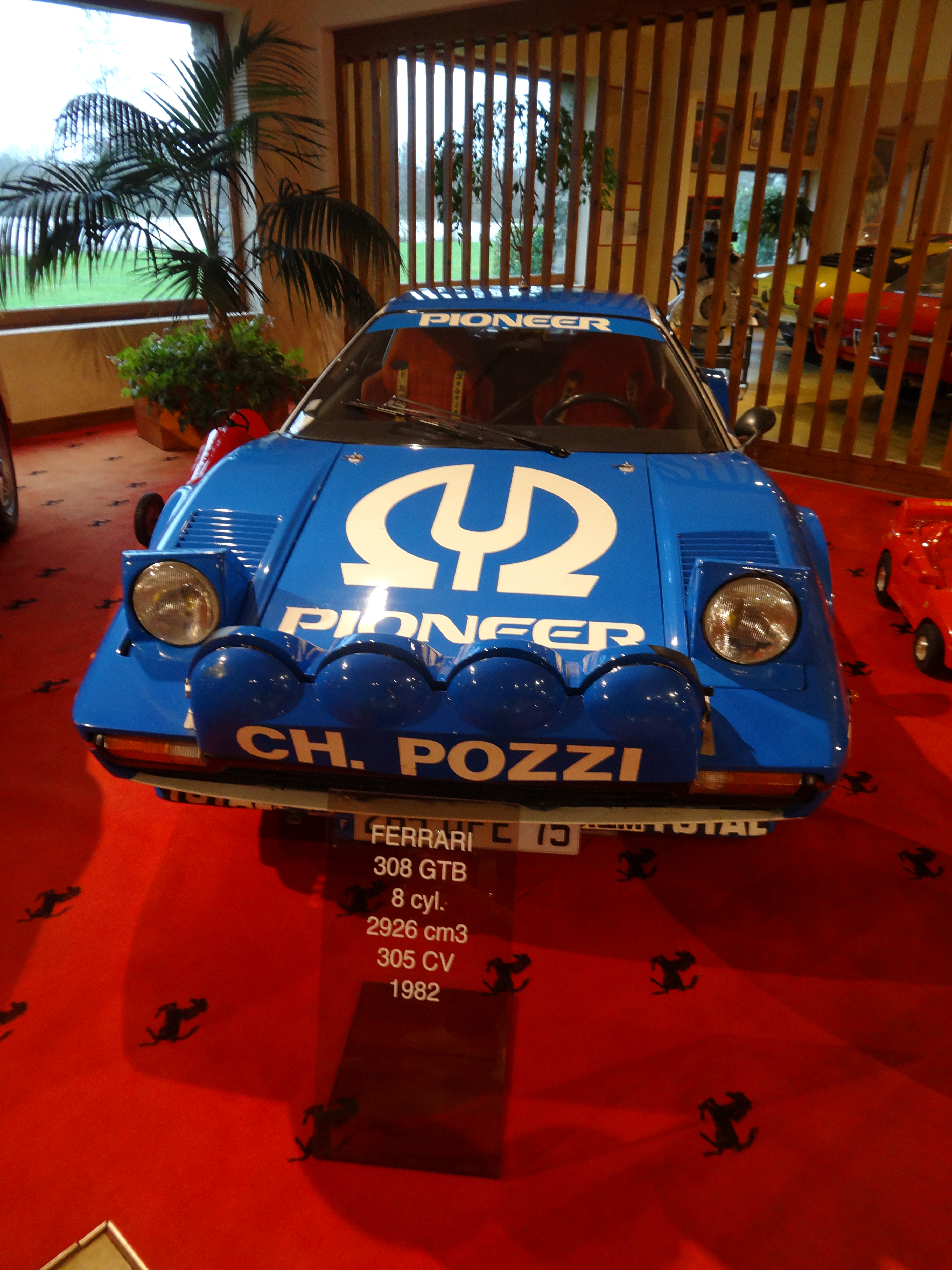
La Ferrari 308 GTB victorieuse de l'édition 1982, pilotée par J-C. Andruet.

L'épreuve comptant également pour le championnat de France, 6 spéciales sur terre sont au programme, en plus des 23 épreuves sur asphalte, la réglementation imposant 20 % de spéciales sur terre. Parmi les favoris, on compte notamment les Renault 5 Turbo de Thérier et Saby, la BMW M1 de Darniche, les Lancia 037 de Vudafieri et Clarr, la Porsche 911 de Béguin ainsi que la Ferrari 308 d'Andruet. Thérier prend d'abord la tête, mais est rapidement débordé par Andruet qui l'emporte une nouvelle fois. À noter la belle remontée de Darniche, victime d'ennuis d'injection au départ, qui, remportant 14 spéciales, réduit son retard sur Andruet de quatre à deux minutes, avant d'être lâché par son moteur.
Du 17 au 22 septembre. 87 équipages au départ de Paris, 38 à l'arrivée à Nice.
Au classement général final :
1. Jean-Claude Andruet - Michèle Espinosi-Petit, dite « Biche » (Ferrari 308 GTB)
2. Jean-Luc Thérier - Michel Vial (Renault 5 Turbo)
3. Jean-Louis Clarr - Arnaldo Bernacchini (Lancia 037)
4. François Chatriot - Annick Peuvergne (Renault 5 Turbo)
5. Philippe Touren - Jean-Louis Alric (Renault 5 Turbo)
6. Paul Rouby - Alain Giron (Renault 5 Turbo)

Vainqueurs par catégorie :
- Groupe B : Jean-Louis Clarr - Arnaldo Bernacchini (Lancia 037), 3e au classement général
- Groupe A : François Rousseau - Robert Wrege (Opel Kadett GTE), 9e au classement général
- Groupe N : Yves Loubet - René Alemany (Alfa Romeo Alfetta GT), 11e au classement général
- Groupe 4 : Jean-Claude Andruet - Michèle Espinosi-Petit, dite « Biche » (Ferrari 308 GTB), 1er au classement général
- Groupe 2 : Jean-Claude Sola - Chantal Garel (Renault 5 Alpine), 7e au classement général

### 42eTour de France automobile: 1983
Comme l'année précédente, l'épreuve compte pour le championnat d'Europe et pour le championnat de France. La puissante BMW M1 de Béguin est donnée favorite, challengée par les Lancia 037 d'Andruet et Darniche, les Renault 5 Turbo de Ragnotti, Saby et Chatriot et l'Opel Manta de Fréquelin. Premier leader, Andruet est aussitôt lâché par sa pompe à injection. Fréquelin et Saby le relaient en tête, bientôt dépassés par Béguin qui, avantagé par le tracé très rapide des deux premières étapes, aligne les meilleurs temps. Il continue à dominer au début de la troisième et dernière étape, portant son avance à près de deux minutes et demie sur Ragnotti. Il a pratiquement victoire assurée, mais une pénalisation de quarante minutes (pointage vingt minutes trop tôt à un contrôle horaire, à la suite d'une erreur de calcul de son copilote Lenne) anéantit sa course. Ragnotti éliminé au même moment par une casse mécanique, Fréquelin prend la tête et l'emporte devant Chatriot.
Du 19 au 23 septembre. 84 équipages au départ de Paris, 37 à l'arrivée à Nice.
Au classement général final :
1. Guy Fréquelin - Jean-François Fauchille (Opel Manta 400)
2. François Chatriot - Daniel Brichot (Renault 5 Turbo)
3. Bernard Darniche - Alain Mahé (Lancia 037)
4. Yves Loubet - Jean-Bernard Vieu (Alfa Romeo Alfetta GTV6)
5. Jacques Fossa - Bernard Meullenot (Lancia 037)
6. Christian Gardavot - Rémy Levivier (Porsche 911 SC)

Vainqueurs par catégorie :
- Groupe B : Guy Fréquelin - Jean-François Fauchille (Opel Manta 400), 1er au classement général
- Groupe A : Yves Loubet - Jean-Bernard Vieu (Alfa Romeo Alfetta GTV6), 4e au classement général
- Groupe N : Bertrand Balas - Éric Lainé (Alfa Romeo Alfetta GTV6), 10e au classement général
- Groupe 4 : Christian Gardavot - Rémy Levivier (Porsche 911 SC), 6e au classement général
- Groupe 2 : Bruno Bouscary - P. Guérin (Renault 5 Alpine), 12e au classement général

### 43eTour de France automobile: 1984
L'épreuve, une nouvelle fois disputée entre Paris et Nice, est dominée par les Renault 5 Turbo de Ragnotti et Saby et la Lancia 037 d'Andruet. Saby mène la course à la fin de la première étape, puis Andruet prend la tête, mais des ennuis de freins en fin de parcours l'empêchent de contrer la remontée de Ragnotti, qui l'emporte de 21 secondes.
Au classement général final :
1. Jean Ragnotti - Pierre Thimonier (Renault 5 Turbo)
2. Jean-Claude Andruet - Annick Peuvergne (Lancia 037)
3. Guy Fréquelin - Tilber (Opel Manta 400)
4. Bernard Darniche - Alain Mahé (Audi Quattro)
5. Didier Auriol - Bernard Occelli (Renault 5 Turbo)
6. Bertrand Balas - Eric Lainé (Alfa Romeo Alfetta GTV6)

Vainqueurs par catégorie :
- Groupe B : Jean Ragnotti - Pierre Thimonier (Renault 5 Turbo), 1er au classement général
- Groupe A : Bertrand Balas - Eric Lainé (Alfa Romeo Alfetta GTV6), 6e au classement général
- Groupe N : Jacques Panciatici - Françoise Sappey (Alfa Romeo Alfetta GTV6), 9e au classement général

### 44eTour de France automobile: 1985
Le plateau est peu étoffé pour cette édition, l'épreuve suscite moins d'intérêt, et cela se traduit par quelques articles dans la presse spécialisée... Les Renault 5 Maxi Turbo de Ragnotti et Auriol sont très largement favorites. Auriol éliminé en début d'épreuve, la course est une promenade de santé pour Ragnotti qui l'emporte devant la Porsche 911 de Béguin.
Au classement général final :
1. Jean Ragnotti - Pierre Thimonier (Renault 5 Maxi Turbo)
2. Bernard Béguin - "Tilber" (Porsche 911 SC)
3. Maurice Chomat - Didier Breton (Lancia 037)
4. Jean-Pierre Ballet - Philippe Ozoux (Porsche 911 SC)
5. Christian Gardavot - Rémy Levivier (Porsche 911 SC)
6. Bertrand Balas - Éric Lainé (Alfa Romeo Alfetta GTV6)

Vainqueurs par catégorie :
- Groupe B : Jean Ragnotti - Pierre Thimonier (Renault 5 Maxi Turbo), 1er au classement général
- Groupe A : Bertrand Balas - Éric Lainé (Alfa Romeo Alfetta GTV6), 6e au classement général

### 45eTour de France automobile: 1986
Avec un plateau moins fourni, l'édition 1986 sera la dernière du Tour de France automobile. Chatriot (Renault 5 Maxi Turbo) l'emporte devant l'étonnante Mercedes 190 groupe A d'Auriol.
Au classement général final :
1. François Chatriot - Michel Périn (Renault 5 Maxi Turbo)
2. Didier Auriol - Bernard Occelli (Mercedes 190/2.3-16)
3. Yves Loubet - Jean-Marc Andrié (Alfa Romeo 75 V6)
4. Bertrand Balas - Éric Lainé (Alfa Romeo Alfetta GTV6)
5. Pierre-César Baroni - Andrée Tabet (Ford Escort RS Turbo)
6. Alain Oreille - Sylvie Oreille (Renault 11 Turbo)

Vainqueurs par catégorie :
- Groupe B : François Chatriot - Michel Périn (Renault 5 Maxi Turbo), 1er au classement général
- Groupe A : Didier Auriol - Bernard Occelli (Mercedes 190/2.3-16), 2e au classement général
- Groupe N : Pierre-César Baroni - Andrée Tabet (Ford Escort RS Turbo), 5e au classement général

## Palmarès 1951-1986
| Année           | Pilote(s)                              | Copilote                | Voiture              |
| --------------- | -------------------------------------- | ----------------------- | -------------------- |
| 1951            | Pierre "Pagnibon"                      | Alfred Barraquet        | Ferrari 212 Export   |
| 1952            | Marc Gignoux                           | Mme Gignoux             | DB 750               |
| 1953 - Sport    | Jacques Péron                          | R. Bertramnier          | O.S.C.A. MT4         |
| 1953 - Tourisme | Paul Condrillier                       | Daniel                  | Renault 4CV 1062     |
| 1954            | Jacques Pollet                         | Hubert Gauthier         | Gordini T15S         |
| 1956            | Alfonso de Portago                     | Edmont Nelson           | Ferrari 250 GT       |
| 1957 - GT       | Olivier Gendebien                      | Lucien Bianchi          | Ferrari 250 GT       |
| 1957 - Tourisme | Jean Hébert                            | Marcel Lauga            | Alfa Romeo Giulietta |
| 1958 - GT       | Olivier Gendebien                      | Lucien Bianchi          | Ferrari 250 GT       |
| 1958 - Tourisme | Jean Hébert                            | Bernard Consten         | Alfa Romeo Giulietta |
| 1959 - GT       | Olivier Gendebien                      | Lucien Bianchi          | Ferrari 250 GT       |
| 1959 - Tourisme | Hermano da Silva Ramos                 | Jean Estager            | Jaguar Mark 1        |
| 1960 - GT       | Willy Mairesse                         | Georges Berger          | Ferrari 250 GT       |
| 1960 - Tourisme | Bernard Consten                        | Jack Renel              | Jaguar Mark 2        |
| 1961 - GT       | Willy Mairesse                         | Georges Berger          | Ferrari 250 GT       |
| 1961 - Tourisme | Bernard Consten                        | Jack Renel              | Jaguar Mark 2        |
| 1962 - GT       | André Simon                            | Maurice Dupeyron        | Ferrari 250 GT       |
| 1962 - Tourisme | Bernard Consten                        | Jack Renel              | Jaguar Mark 2        |
| 1963 - GT       | Jean Guichet                           | José Behra              | Ferrari 250 GTO      |
| 1963 - Tourisme | Bernard Consten                        | Jack Renel              | Jaguar Mark 2        |
| 1964 - GT       | Lucien Bianchi                         | Georges Berger          | Ferrari 250 GTO      |
| 1964 - Tourisme | Peter Procter                          | Andrew Cowan            | Ford Mustang         |
| 1969            | Gérard Larrousse                       | Maurice Gélin           | Porsche 911 R        |
| 1970            | Jean-Pierre Beltoise Patrick Depailler | Jean Todt               | Matra 650            |
| 1971            | Gérard Larrousse                       | Johnny Rives            | Matra 650            |
| 1972            | Jean-Claude Andruet                    | « Biche »               | Ferrari 365 GTB4     |
| 1973            | Sandro Munari                          | Mario Mannucci          | Lancia Stratos       |
| 1974            | Gérard Larrousse Jean-Pierre Nicolas   | Johnny Rives            | Ligier JS2           |
| 1975            | Bernard Darniche                       | Alain Mahé              | Lancia Stratos       |
| 1976            | Jacques Henry                          | Bernard-Etienne Grobot  | Porsche Carrera      |
| 1977            | Bernard Darniche                       | Alain Mahé              | Lancia Stratos       |
| 1978            | Michèle Mouton                         | Françoise Conconi       | Fiat 131 Abarth      |
| 1979            | Bernard Darniche                       | Alain Mahé              | Lancia Stratos       |
| 1980            | Bernard Darniche                       | Alain Mahé              | Lancia Stratos       |
| 1981            | Jean-Claude Andruet                    | Chantal Bouchetal       | Ferrari 308 GTB      |
| 1982            | Jean-Claude Andruet                    | « Biche »               | Ferrari 308 GTB      |
| 1983            | Guy Fréquelin                          | Jean-François Fauchille | Opel Manta 400       |
| 1984            | Jean Ragnotti                          | Pierre Thimonier        | Renault 5 Turbo      |
| 1985            | Jean Ragnotti                          | Pierre Thimonier        | Renault 5 Maxi Turbo |
| 1986            | François Chatriot                      | Michel Périn            | Renault 5 Maxi Turbo |

## Tour Auto: la relève
En 1992, l'Automobile Club de Nice et Côte d'Azur aidé par l’agence Peter Auto fait renaître l'événement, sous le nom de « Tour de France Auto ». Il prend la forme d'une rétrospective tout en s’attelant à conserver ce qui a contribué à faire sa renommée mondiale et en innovant chaque année (nouvel itinéraire, épreuves spéciales nocturnes...).
En 1997, à la suite d'un différend commercial entre la société qui gère le Tour de France Cycliste, Peter Auto et l'Automobile Club de Nice et Côte d'Azur, 2 Tours concurrents ont lieu, le « Tour Automobile Historique » organisé par l'Automobile Club de Nice et Côte d'Azur et le Tour Auto organisé par Peter Auto.
En 1998, le Tour Auto de Peter Auto subsiste ; l'Automobile Club de Nice et Côte d'Azur organise le 57e Tour de France Automobile Historique avec le concours de Nicexpo du 21 au 25 avril 1998 au départ de Strasbourg et arrivée à Nice.
En 2004, Lissac Opticien, racheté en 2005 par Optic 2000, rejoint le rallye pour y associer son nom comme sponsor principal. Le Tour Auto change alors de nom et devient « Tour Auto Lissac ».
En 2009, le Tour Auto prend le nom de Tour Auto Optic 2000. L'enseigne d'optique devient alors le sponsor principal de l'événement et entend lui donner une nouvelle dimension, en commençant par un départ donné du Jardin des Tuileries à Paris.
Depuis quelques éditions, les véhicules participants sont exposés une journée sous la verrière du Grand Palais, avant de prendre la route pour leur Tour de France.
L'épreuve se dispute généralement en six étapes, alliant courses sur circuit, épreuves spéciales, et parcs fermés dans les villes-étapes. Avec un parcours global de 2 100 kilomètres, l'événement rassemble en moyenne 250 véhicules.